# Хабаровск
Хаба́ровск — город (с 1880 года) в России, административный центр Хабаровского края. Один из крупнейших политических, образовательных и культурных центров Дальнего Востока России. Крупнейший город Дальнего Востока с населением 615 600 чел. (2025), двадцать третий по численности населения город России.
Расположен в центре пересечения международных железнодорожных и воздушных транспортных путей на правом берегу Амурской протоки и реки Амур на Среднеамурской низменности, вблизи границы с Китаем (теплоходом от речного вокзала до ближайшего китайского населённого пункта Фуюань около 65 км).
Образует городской округ. Площадь города 389 км², в том числе на правобережье (основная городская черта) 230 км² и на левобережье 159 км², из которых левый берег реки Амур 83 км², водное зеркало реки Амур 76 км². Расстояние до Москвы по прямой (по воздуху) составляет около 6100 км, по железной дороге — 8533 км. В городе есть два аэропорта, железнодорожный вокзал, четыре железнодорожные станции, узел автодорог, речной порт.
В Хабаровске располагается федеральное Министерство по развитию Дальнего Востока, штаб Восточного военного округа и около двухсот региональных органов федеральной власти и управления; входит в Ассоциацию сибирских и дальневосточных городов. Хабаровск — Город воинской славы.

## Этимология
Основан 31 мая по старому стилю (12 июня по новому стилю) 1858 года как селение Хабаровка генерал-губернатором Восточной Сибири Николаем Николаевичем Муравьёвым-Амурским, назван в честь русского землепроходца XVII века Ерофея Павловича Хабарова. Первостроитель — командир 13-го Сибирского линейного батальона капитан Яков Васильевич Дьяченко. С 1880 года — город Хабаровка, административный центр Приморской области, с 1884 года — административный центр Приамурского генерал-губернаторства. В Хабаровск переименован в 1893 году.

## Физико-географическая характеристика

### Часовой пояс
Хабаровск находится в часовой зоне МСК+7. Смещение применяемого времени относительно UTC составляет +10:00.
В соответствии с применяемым временем и географической долготой средний солнечный полдень в Хабаровске наступает в 13:00.

### Географическое положение

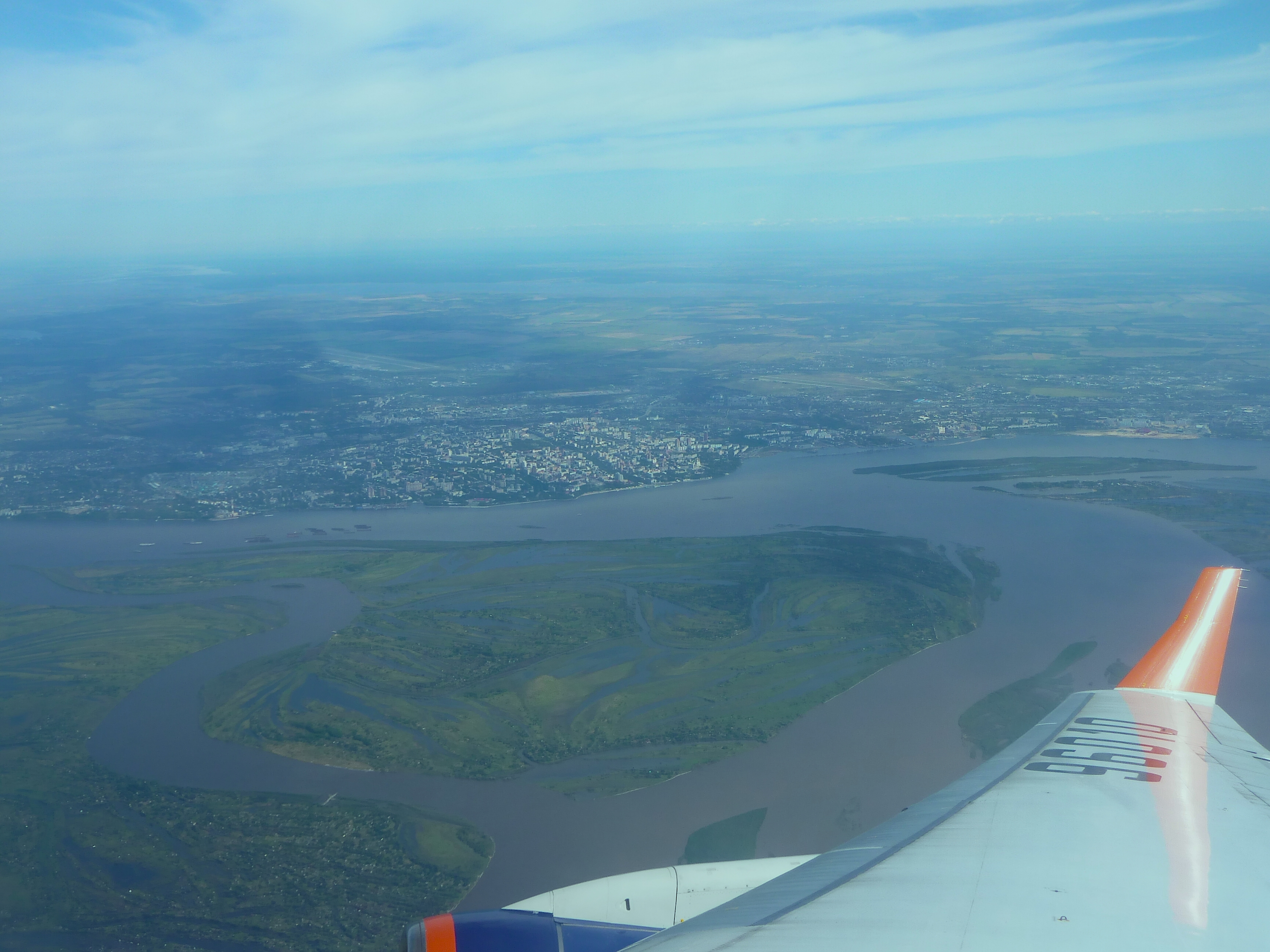
Хабаровск: вид из самолёта

Город расположен в Азии, в южной части Среднеамурской низменности, недалеко от места слияния рек Амура и Уссури, от Государственной границы России до черты города около 17 км. Площадь города — 37,2 тысяч гектар, протяжённость вдоль берега Амура и Амурской протоки — 33 километра. Средняя ширина — 10 км (от правого берега Пемзенской протоки напротив села Владимировка до посёлка им. Горького (в составе Железнодорожного района) — около 24 км).
Располагается на возвышенном правом берегу Амура, рельеф которого разнообразен и сложен. Центральная часть Хабаровска раскинулась на пологих увалах с абсолютными отметками 70-90 метров над уровнем моря и относительными превышениями 20-30 метров. Расстояние до Москвы составляет 8237 км, а до Владивостока — 750 км.
| С-З | Благовещенск ~ 697 км | Якутск ~ 2338 км     | Комсомольск-на-Амуре ~ 405 км | С-В |
| З   | Биробиджан ~ 191 км   | Роза ветров          | Советская Гавань ~ 570 км     | В   |
| Ю-З | Харбин ~ 965 км       | Владивосток ~ 756 км | Южно-Сахалинск ~ 905 км       | Ю-В |

### Климат
Хабаровск находится в муссонной дальневосточной области умеренного климатического пояса. Данной области соответствует умеренный муссонный климат. Зима снежная и холодная. Лето жаркое и влажное.
- Средняя температура января −19,2 °C,
- Средняя температура июля +21,4 °C,
- Среднегодовая температура — +2,7 °C,

В год выпадает в среднем 696 мм осадков. Максимальное количество осадков за сутки — 121,2 мм — было зарегистрировано в июле 1985 года. Максимальная сумма осадков за месяц выпала в августе 1981 года и составила 434 мм.
Количество солнечных дней в году существенно выше, чем во многих крупных городах России (до 300 дней в году; в Москве и Санкт-Петербурге — около 100). Это обусловлено господством зимой Сибирского антициклона, благодаря которому с ноября по март над городом устанавливается очень сухой и морозный континентальный воздух с ясной и солнечной погодой.
Всемирная метеорологическая организация приняла решение о необходимости расчёта двух климатических норм: климатологической стандартной и опорной. Климатологическая стандартная норма обновляется каждые десять лет, опорная норма охватывает период с 1961 по 1990 год.
| Показатель                                             | Янв. | Фев.  | Март  | Апр.  | Май  | Июнь | Июль | Авг. | Сен. | Окт.  | Нояб. | Дек.  | Год  |
| ------------------------------------------------------ | ---- | ----- | ----- | ----- | ---- | ---- | ---- | ---- | ---- | ----- | ----- | ----- | ---- |
| Абсолютный максимум, °C                                | 0,6  | 6,3   | 17,0  | 28,6  | 31,5 | 36,4 | 35,7 | 35,6 | 29,8 | 26,4  | 15,5  | 6,6   | 36,4 |
| Абсолютный минимум, °C                                 | −40  | −35,1 | −28,9 | −15,1 | −3,1 | 2,2  | 6,8  | 4,9  | −3,3 | −15,6 | −27,7 | −38,1 | −40  |
| Источник: Климат Хабаровска на сайте «Погода и климат» |      |       |       |       |      |      |      |      |      |       |       |       |      |

| Показатель                                                                          | Янв.  | Фев.  | Март  | Апр. | Май  | Июнь | Июль | Авг. | Сен. | Окт. | Нояб. | Дек.  | Год  |
| ----------------------------------------------------------------------------------- | ----- | ----- | ----- | ---- | ---- | ---- | ---- | ---- | ---- | ---- | ----- | ----- | ---- |
| Средний суточный максимум, °C                                                       | −14,9 | −9,9  | −1    | 10,5 | 19,2 | 23,8 | 26,8 | 24,9 | 19,7 | 10,6 | −2,8  | −13,6 | 7,8  |
| Средняя температура, °C                                                             | −19,2 | −14,9 | −5,9  | 4,8  | 12,9 | 18,0 | 21,4 | 19,9 | 14,0 | 5,4  | −6,9  | −17,4 | 2,7  |
| Средний суточный минимум, °C                                                        | −23,1 | −19,6 | −10,7 | −0,1 | 7,3  | 12,8 | 16,8 | 15,7 | 9,4  | 1,0  | −10,4 | −20,9 | −1,8 |
| Норма осадков, мм                                                                   | 13    | 12    | 23    | 38   | 69   | 83   | 137  | 144  | 85   | 47   | 26    | 19    | 696  |
| Средняя влажность, %                                                                | 75    | 72    | 68    | 63   | 65   | 74   | 79   | 83   | 78   | 67   | 69    | 73    | 72   |
| Источник: ФГБУ «Гидрометцентр России», Климат Хабаровска на сайте «Погода и климат» |       |       |       |      |      |      |      |      |      |      |       |       |      |

| Показатель                            | Янв.  | Фев.  | Март | Апр. | Май  | Июнь | Июль | Авг. | Сен. | Окт. | Нояб. | Дек.  | Год |
| ------------------------------------- | ----- | ----- | ---- | ---- | ---- | ---- | ---- | ---- | ---- | ---- | ----- | ----- | --- |
| Средняя температура, °C               | −20,7 | −16,9 | −7   | 4,1  | 11,7 | 17,7 | 21,1 | 19,4 | 13,2 | 4,3  | −7,6  | −17,8 | 1,8 |
| Норма осадков, мм                     | 15    | 11    | 17   | 43   | 59   | 82   | 145  | 154  | 90   | 51   | 23    | 19    | 709 |
| Источник: ФГБУ «Гидрометцентр России» |       |       |      |      |      |      |      |      |      |      |       |       |     |

| Показатель                        | Янв.  | Фев.  | Март  | Апр. | Май  | Июнь | Июль | Авг. | Сен. | Окт. | Нояб. | Дек.  | Год  |
| --------------------------------- | ----- | ----- | ----- | ---- | ---- | ---- | ---- | ---- | ---- | ---- | ----- | ----- | ---- |
| Средний суточный максимум, °C     | −16,4 | −12   | −2,6  | 9,7  | 19,5 | 23,0 | 26,2 | 24,8 | 18,6 | 10,7 | −3,8  | −14,6 | 6,9  |
| Средняя температура, °C           | −20,5 | −16,6 | −7,4  | 4,4  | 13,4 | 18,2 | 21,8 | 20,5 | 13,5 | 5,7  | −7,4  | −17,8 | 2,3  |
| Средний суточный минимум, °C      | −24,8 | −21,5 | −12,3 | −0,8 | 7,3  | 13,3 | 17,2 | 16,0 | 8,5  | 0,0  | −11,3 | −21,5 | −2,5 |
| Источник: www.weatheronline.co.uk |       |       |       |      |      |      |      |      |      |      |       |       |      |

| Солнечное сияние, часов за месяц. | Солнечное сияние, часов за месяц. | Солнечное сияние, часов за месяц. | Солнечное сияние, часов за месяц. | Солнечное сияние, часов за месяц. | Солнечное сияние, часов за месяц. | Солнечное сияние, часов за месяц. | Солнечное сияние, часов за месяц. | Солнечное сияние, часов за месяц. | Солнечное сияние, часов за месяц. | Солнечное сияние, часов за месяц. | Солнечное сияние, часов за месяц. | Солнечное сияние, часов за месяц. | Солнечное сияние, часов за месяц. |
| Месяц                             | Янв                               | Фев                               | Мар                               | Апр                               | Май                               | Июн                               | Июл                               | Авг                               | Сен                               | Окт                               | Ноя                               | Дек                               | Год                               |
| Солнечное сияние, ч               | 146                               | 184                               | 233                               | 213                               | 242                               | 261                               | 248                               | 217                               | 213                               | 189                               | 159                               | 146                               | 2449                              |
| --------------------------------- | --------------------------------- | --------------------------------- | --------------------------------- | --------------------------------- | --------------------------------- | --------------------------------- | --------------------------------- | --------------------------------- | --------------------------------- | --------------------------------- | --------------------------------- | --------------------------------- | --------------------------------- |

## История

### Основание города

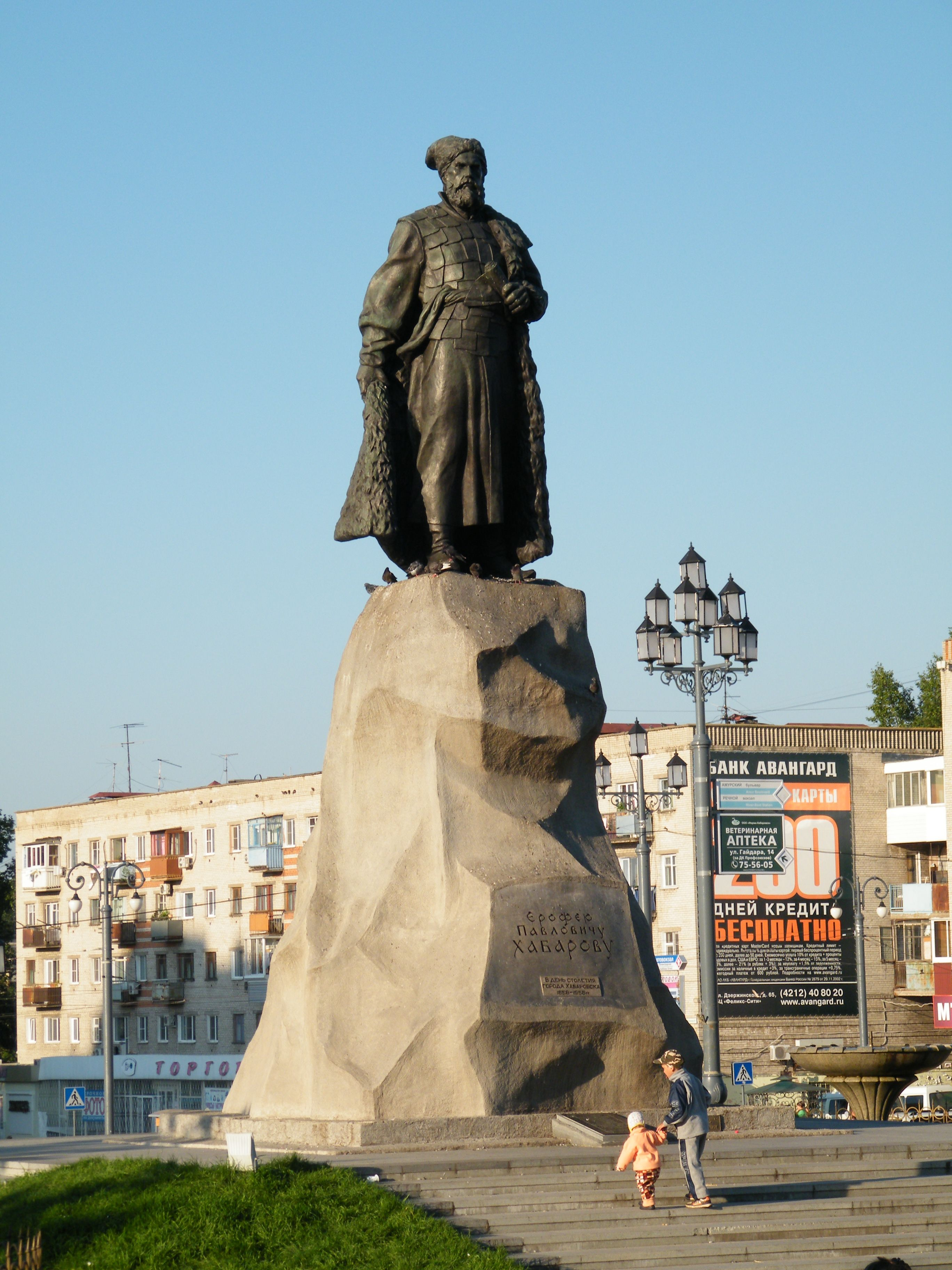
Памятник Ерофею Павловичу Хабарову на Вокзальной площади

Мемориал в честь солдат 13-го линейного Сибирского батальона, высадившихся на этом месте 3 июля (21 июня) 1858 года в с. Хабарово/Хабаровка

До середины XIX века территория нынешнего Хабаровска, в соответствии с Нерчинским договором, находилась на нейтральной территории, не разграниченной между Цинской империей и Российской. В 1858 году в маньчжурском городе Айгунь между представителями империи Цин и Российской империи начались переговоры об определении принадлежности спорных территорий. С российской стороны их вёл генерал-губернатор Восточной Сибири Николай Николаевич Муравьёв, с маньчжурской — амурский главнокомандующий Ишань. 16 (28) мая 1858 года был подписан Айгунский договор, в соответствии с которым весь левый берег Амура переходил во владение Российской империи, правый берег до реки Уссури переходил во владение Цинской империи, а Уссурийский край от впадения Уссури в Амур до моря был объявлен пребывающим «в общем владении» до определения границ.
После подписания договора, по приказу Муравьёва для основания поселений по Амуру был отправлен 13-й Сибирский линейный батальон под командованием капитана Якова Васильевича Дьяченко. В приказе Якову Дьяченко было поручено «заведование 2-м отделением Амурской линии, к которому присоединяются поселения наши по Уссури под гласным начальством военного губернатора Приморской области контр-адмирала Петра Васильевича Казакевича».
Муравьёв прибыл на Усть-Уссурийский пост Казакевичева 31 мая (12 июня) 1858 года и убедился в недостаточности территории для размещения около устья реки Уссури селения, выбрав другое место, указанное Муравьеву в феврале 1854 года Геннадием Ивановичем Невельским.
12 июня считается днём основания Хабаровска и празднуется как День города по традиции 31 мая по старому стилю.
3 июля (21 июня) 1858 года под командованием подпоручика Петра Монастыршина и под общим руководством капитана Якова Дьяченко на берегу Амура высадился 13-й Сибирский линейный батальон для строительства селения Хабарово/Хабаровка (позднее г. Хабаровск).

### Хабаровка
Постовая команда в Хабаровке появилась после Именного Указа Российского императора Александра II от 18 (30) апреля 1867 года.
В 1864 году военным топографом Михаилом Любенским был сделан первый план застройки будущего города, по которому центральной улицей стала Береговая (ныне ул. Шевченко). К 1865 году в Хабаровке насчитывалось 1294 жителя — в основном солдаты и офицеры 13-го Восточно-Сибирского линейного батальона. Исторической частью городской застройки, где появились первые улицы, первые кварталы, стали три гряды дальних отрогов Сихотэ-Алиня. Первые жители называли их «горами» — Военная гора (ныне улица Серышева), Артиллерийская гора (ныне улица Ленина) и Средняя гора (ныне улица Муравьёва-Амурского).
Первоначально в Хабаровке были построены здания военного назначения. Уже через пять лет с момента основания в Хабаровке было 167 строений, среди них — дом военачальника, казарма, провиантские склады, жилые дома и торговые лавки. Благодаря очень удобному расположению в месте слияния рек Амур и Уссури, Хабаровка начала очень быстро развиваться. Вслед за военными поселенцами, начали прибывать и гражданские — среди них были уроженцы Забайкалья, Сибири, Оренбургской, Пермской, Казанской, Курской, Нижегородской, Киевской, Бессарабской и Рязанской губерний, Москвы и Петербурга. Военные и чиновники обычно приезжали в Хабаровку на несколько лет за льготной выслугой и повышением в чине. Солдаты, казаки, купцы, ремесленники и крестьяне оставались надолго или навсегда. Основными занятиями в это время были пушной и рыбный промыслы и торговля с коренными жителями; эти занятия считались очень прибыльными делами, привлекавшими многих людей. Переселенцам бесплатно предоставлялись плодородные земли, что также способствовало переезду в Хабаровку новых жителей.
В административном отношении Хабаровка подчинялась Софийскому округу с центром в городе Софийск (ныне село), входившему в Приморскую область Восточно-Сибирского генерал-губернаторства. В конце 1860-х годов в Хабаровке размещается Амурская инженерная дистанция, в 1870-е годы туда переводится артиллерийское хозяйство, чьи здания до сих пор сохранились в городе.
К 1880 году, то есть спустя 22 года после основания, Хабаровка была уже довольно крупным поселением Приморской области — в ней проживало 2036 человек; из них 47,3 % — военных, 23 % — мещан, 21,3 % — иностранцев (в основном, китайских рабочих), 1,4 % — представителей коренного населения и 7 % — офицеров, духовенства, купечества, промышленников. Столицей области в то время был Николаевск, однако Хабаровка имела более выгодное географическое положение, так как находилась на перекрёстке всех путей сообщения от Владивостока и побережья. 28 апреля (10 мая) 1880 года п. Хабаровка был назначен центром Приморской области и преобразован в город. Спустя четыре года — 16 (28) июня 1884 года — Восточно-Сибирское генерал-губернаторство было разделено на Иркутское генерал-губернаторство и Приамурское, административным центром которого стала Хабаровка.

### Хабаровск
21 октября (2 ноября) 1893 года город был переименован в Хабаровск.
1 (13) сентября 1897 года с Хабаровской железнодорожной станции отправился первый поезд — до Хабаровска вдоль реки Уссури была доведена Уссурийская железная дорога, соединив его с Владивостоком. Население города к тому времени составляло 14 900 человек. 30 июля (12 августа) 1913 года близ Хабаровска торжественно заложено строительство Моста наследника Цесаревича Алексея Николаевича через реку Амур. 5 (18) октября 1916 года — торжественным открытием было завершено строительство железнодорожного моста через Амур — Хабаровск соединился Амурской железной дорогой с Восточной Сибирью.

### Революция и гражданская война (1917—1922)
После Февральской революции 4 (17) марта 1917 года в Хабаровске впервые был избран Совет рабочих и солдатских депутатов. Осенью 1917 года прошли выборы в новые для Дальнего Востока органы — земства. Большинство в них получили преимущественно эсеры. Дальневосточные земства сразу стали претендовать на политическую власть. В их ведении находились не только вопросы повседневной жизни, но и органы правопорядка. Сразу же после выборов комитеты общественной безопасности были распущены и земства фактически стали новыми органами власти.
6 (19) декабря 1917 года Хабаровск был захвачен красногвардейскими отрядами Хабаровского Дальсовнаркома, после чего в городе с 12 по 20 декабря состоялся 3-й съезд Советов Дальнего Востока, провозгласивший Советскую власть на всём Дальнем Востоке. Также был избран Дальневосточный краевой комитет Советов рабочих, солдатских и крестьянских депутатов и самоуправлений, председателем которого стал большевик Александр Михайлович Краснощёков.

Хабаровск после боёв с японцами 5 апреля 1920 года

Молодым защитникам Хабаровска, погибшим 19 декабря 1921 года при обороне города
(памятник открыт в 1977, реконструирован в 2004)

В сентябре 1918 года под давлением наступления атамана Ивана Калмыкова и японских войск Дальсовнарком был эвакуирован из Хабаровска. 5 сентября 1918 года город перешёл в руки отряда белогвардейского атамана Ивана Калмыкова, объединённого с чешскими частями генерала Михаила Константиновича Дитерихса и при поддержке 12-й японской дивизии. Части Калмыкова контролировали Транссиб от Никольска-Уссурийского до Хабаровска. Калмыков в своём правлении опирался на японцев и находился в конфликтных отношениях с командующим американскими экспедиционными силами генералом Уильямом Сиднеем Грейвсом, войска которого охраняли Транссиб на участке от Владивостока до Никольска-Уссурийского.
28 января 1919 года — восстание казачьих сотен против атамана Калмыкова, подавлено, восставшие отправлены в американский фильтрационный лагерь на Красной речке. 10 мая 1919 года — офицеры и юнкера во главе с есаулом Эповым объявляют Калмыкова психически неполноценным. Их восстание подавлено на следующий день. 13 февраля 1920 года — после поражения Александра Колчака и эвакуации интервентов из Приморья атаман Калмыков уехал в Маньчжурию.
16 февраля 1920 года — в город вошли силы красных партизан. 11 марта 1920 года — Хабаровская городская дума признала власть Приморской областной земской управы.
5 апреля 1920 года — во время неожиданного выступления японской императорской армии Хабаровск стал ареной ожесточённых боёв между японцами и силами партизан.
22 августа 1920 года — Хабаровская городская дума провозгласила Хабаровский уезд независимой Хабаровской республикой. Республика ликвидирована на следующий день властями Дальневосточной республики.
21 декабря 1921 года — Хабаровск был занят войсками Приамурского Временного правительства под командованием генерала Викторина Молчанова, получившими наименование Повстанческой Белой армии. Затем они перешли к обороне. 5 — 14 февраля 1922 года в результате Волочаевского боя отряды Молчанова потерпели поражение и отступили в Приморье, а Хабаровск был занят отрядами народно-революционной армии Дальневосточной Республики под командованием Василия Константиновича Блюхера.
14 ноября 1922 года — после ликвидации ДВР Хабаровск вошёл в состав Российской Советской Федеративной Социалистической Республики.

### Годы Советской власти (1922—1991)

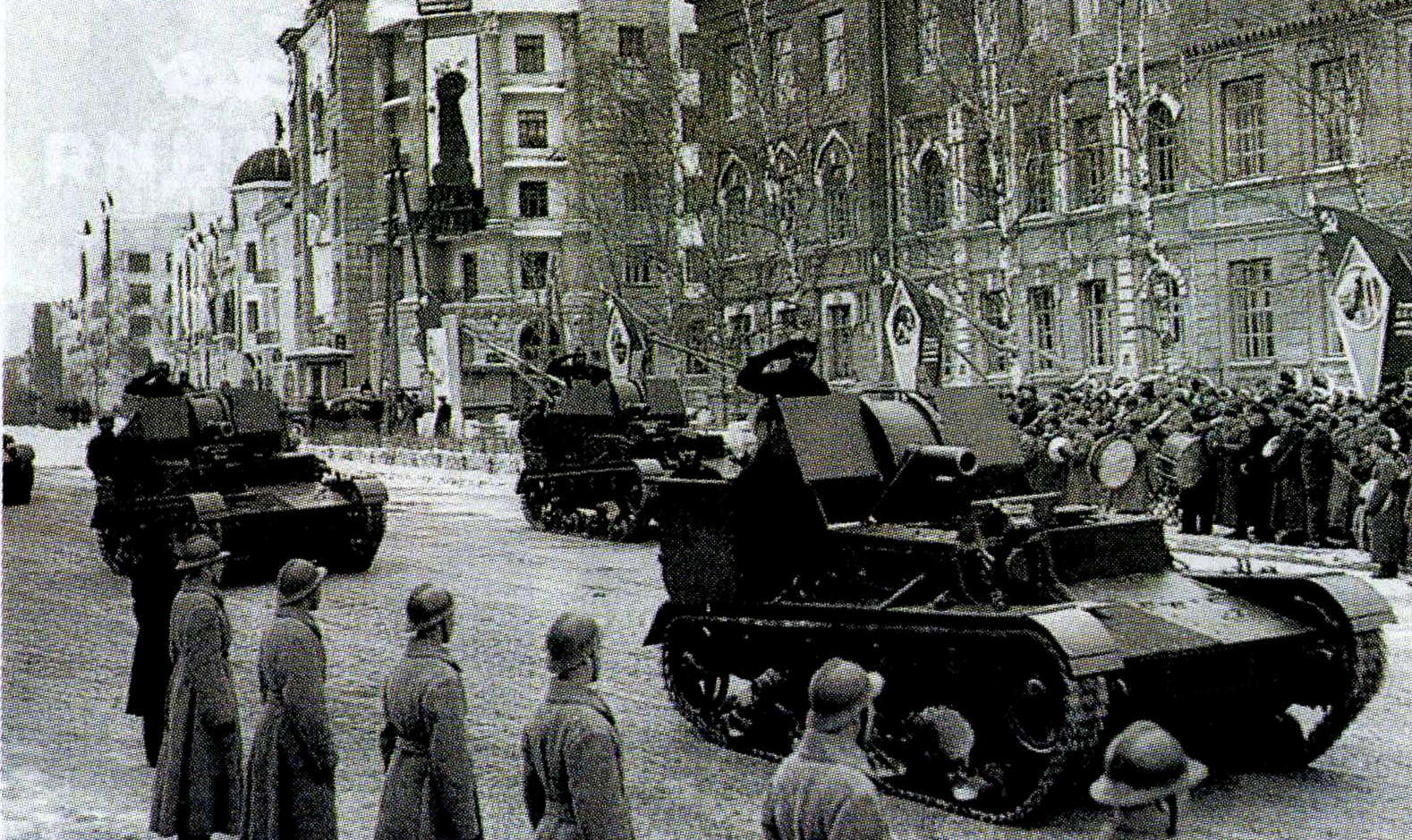
Военный парад в Хабаровске. 1936 год

20 апреля 1923 года — торжественно открылся первый пленум постоянного Хабаровского городского Совета. 6 декабря 1923 года — в Хабаровск из Читы перенесён административный центр Дальнего Востока. 4 января 1926 года — образован Дальневосточный край с центром в Хабаровске — население города около 52 тыс. человек. 18 мая 1930 года — Хабаровск выделен в самостоятельную административно-территориальную единицу.
В 1931 году в психиатрической лечебнице города Хабаровска Аркадием Гайдаром была написана «Сказка о Военной тайне, о Мальчише-Кибальчише и его твёрдом слове» (впоследствии часть повести «Военная тайна»).
19 октября 1932 года был открыт первый Хабаровский аэродром (ныне территория 1-го микрорайона)
1934—1939 годы — административный центр Хабаровской области Дальневосточного края. 14 сентября 1938 года открылся Хабаровский педагогический институт (ныне Дальневосточный государственный гуманитарный университет (ДВГГУ). 20 октября 1938 года городу был присвоен статус административного центра Хабаровского края. 15 августа 1940 года через станцию Волочаевка II Хабаровск соединился железной дорогой с Комсомольском-на-Амуре.

Монумент «Хабаровск — город воинской славы»

С июня 1940 года в Хабаровске было дислоцировано управление Дальневосточного фронта, с августа 1945 года — ставка Главного Командования советских войск на Дальнем Востоке (Маршал Советского Союза А. М. Василевский) и управление 1-го Дальневосточного фронта.
В 1954 году введена в строй Хабаровская ТЭЦ-1. 5 ноября 1956 года — пущена первая очередь городского трамвая. 1 сентября 1967 года открылся Хабаровский институт физкультуры (ныне Дальневосточная государственная академия физической культуры (ДВГАФК). 1 сентября 1968 года открылся Хабаровский государственный институт искусств и культуры (ХГИИК). В 1975 году был произведён пуск в эксплуатацию первой очереди городского троллейбуса.

### Современный период
В 1996 году в Хабаровске состоялись первые в истории выборы мэра города. На них одержал победу Павел Дмитриевич Филиппов, кандидатура которого была поддержана губернатором Виктором Ишаевым. В мае 2000 года соответствии с указом президента России В. В. Путина в Российской Федерации были образованы федеральные округа. Хабаровск стал центром Дальневосточного федерального округа.
В 2010 году город получил второе место в рейтинге Forbes как благоприятный город России для ведения бизнеса, уступив при этом первенство Краснодару.
Город неоднократно занимал первые места среди административных центров субъектов РФ в конкурсе на звание «Самый благоустроенный город России» за 2004, 2006, 2008 и 2012 года. По результатам исследования, проведённого в 2012 году Общественной палатой, Хабаровск был признан самым дорогим для жизни городом в России.
В конце лета — начале осени 2013 года Хабаровск подвергся воздействию наводнения, ставшего сильнейшим за весь период наблюдения с 1897 года.
13 декабря 2018 года указом президента Владимира Путина центр ДФО был перенесён из Хабаровска во Владивосток.
9 июля 2020 года в Хабаровске был задержан губернатор края Сергей Фургал, которому было предъявлено обвинение в организации заказных убийств. Несогласие с действиями силовиков и личная популярность губернатора стали причинами самых массовых акций протеста в Хабаровске за всю историю города.

## Население
28 сентября 1956 года рабочий посёлок Красная Речка вошел в состав Сталинского района Хабаровска.
21 февраля 1994 года село Берёзовка вошло в состав Краснофлотского района г. Хабаровска, так появился микрорайон Берёзовка.
| 1859     | 1865     | 1869     | 1880     | 1884     | 1889     | 1894     | 1897     | 1899     | 1913     | 1914     |
| -------- | -------- | -------- | -------- | -------- | -------- | -------- | -------- | -------- | -------- | -------- |
| 1017     | ↗1314    | ↘777     | ↗2036    | ↗4816    | ↗6939    | ↗10 000  | ↗14 971  | ↗15 500  | ↗52 000  | ↗53 127  |
| 1920     | 1923     | 1925     | 1926     | 1928     | 1929     | 1930     | 1931     | 1933     | 1937     | 1939     |
| ↘20 000  | ↗34 388  | ↗49 688  | ↗49 704  | ↗55 800  | ↗59 500  | ↗65 600  | ↗69 109  | ↗102 000 | ↗178 000 | ↗199 172 |
| 1941     | 1945     | 1956     | 1959     | 1962     | 1963     | 1964     | 1965     | 1966     | 1968     | 1970     |
| ↗242 000 | ↘192 000 | ↗280 000 | ↗322 744 | ↗363 000 | ↗377 000 | ↗393 000 | ↗408 000 | ↗420 000 | ↗448 000 | ↘435 962 |
| 1971     | 1972     | 1973     | 1974     | 1975     | 1976     | 1979     | 1982     | 1983     | 1984     | 1985     |
| ↗449 000 | ↗462 000 | ↗474 000 | ↗488 000 | ↗502 000 | →502 000 | ↗527 848 | ↗553 000 | ↗560 000 | ↗568 000 | ↗576 000 |
| 1986     | 1987     | 1989     | 1990     | 1991     | 1992     | 1993     | 1994     | 1995     | 1996     | 1997     |
| ↗579 000 | ↗591 000 | ↗600 623 | ↗616 000 | ↘613 000 | ↗614 600 | ↘612 000 | ↘609 000 | ↗615 000 | ↘614 000 | ↗615 000 |
| 1998     | 1999     | 2000     | 2001     | 2002     | 2003     | 2004     | 2005     | 2006     | 2007     | 2008     |
| ↘612 000 | ↗614 000 | ↘609 400 | ↘603 500 | ↘583 072 | ↗583 100 | ↘580 400 | ↘579 000 | ↘578 100 | ↘577 400 | ↘577 300 |
| 2009     | 2010     | 2011     | 2012     | 2013     | 2014     | 2015     | 2016     | 2017     | 2018     | 2019     |
| ↗579 168 | ↘577 441 | ↗577 753 | ↗585 556 | ↗593 636 | ↗601 043 | ↗607 216 | ↗611 160 | ↗616 242 | ↗618 150 | ↘617 473 |
| 2020     | 2021     | 2023     | 2024     | 2025     |          |          |          |          |          |          |
| ↘616 372 | ↗617 441 | ↘617 168 | ↘615 570 | ↗615 600 |          |          |          |          |          |          |

На 1 января 2025 года по численности населения город находился на 23-м месте из 1124 городов Российской Федерации.
Хабаровская агломерация находится в стадии формирования.

### Языковой состав
Родной язык населения по данным переписи 1897 года:
| Язык       | Численность, чел. | Доля     |
| ---------- | ----------------- | -------- |
| Русский    | 9 489             | 63,38 %  |
| Китайский  | 3 656             | 24,42 %  |
| Украинский | 609               | 4,07 %   |
| Польский   | 277               | 1,85 %   |
| Японский   | 208               | 1,39 %   |
| Корейский  | 161               | 1,08 %   |
| Другие     | 571               | 3,81 %   |
| Итого      | 14 971            | 100,00 % |

В настоящее время официальным и основным языком города является русский.

## Власть

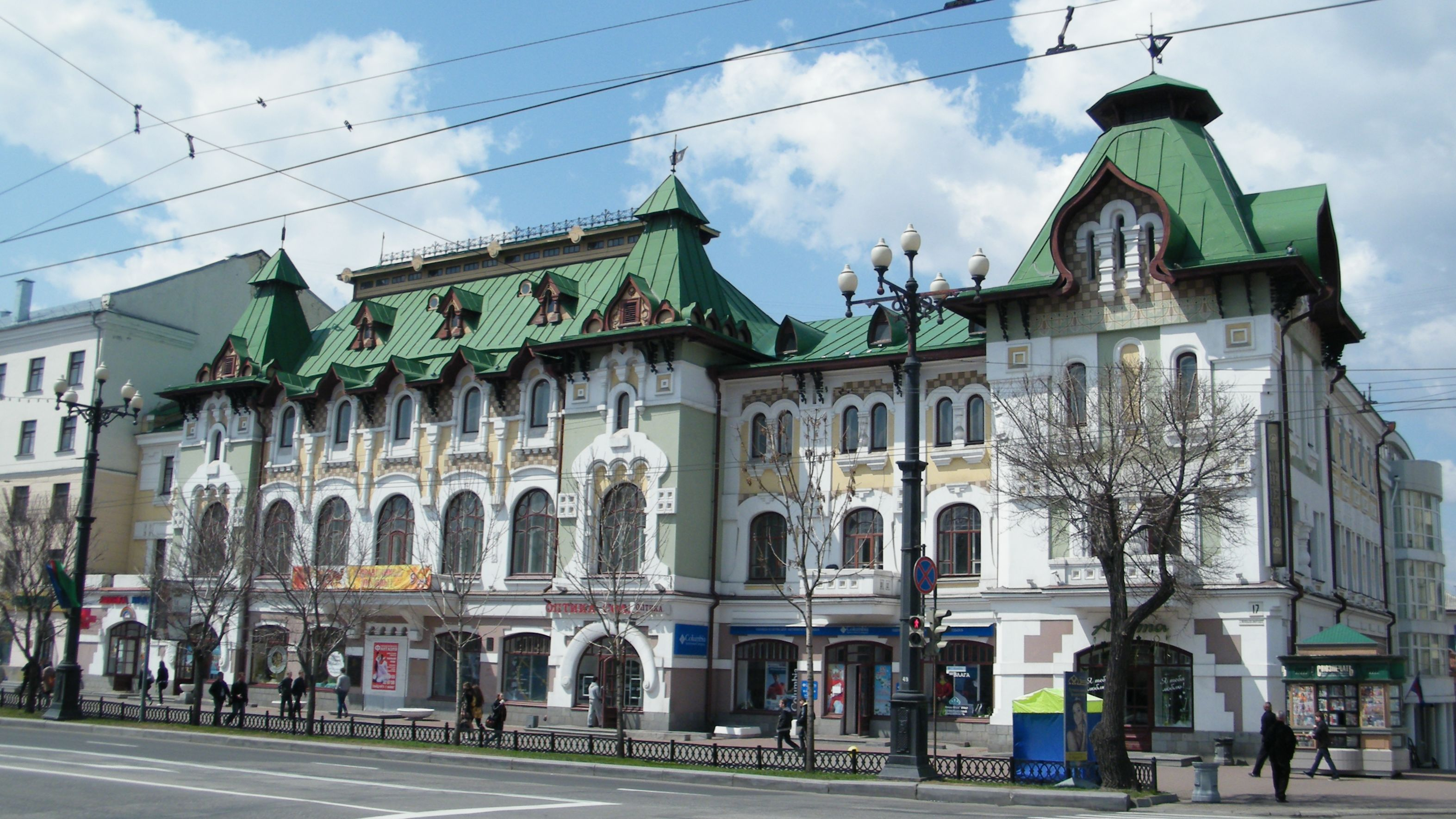
Здание бывшей Городской Думы
(Дворец детского и юношеского творчества)

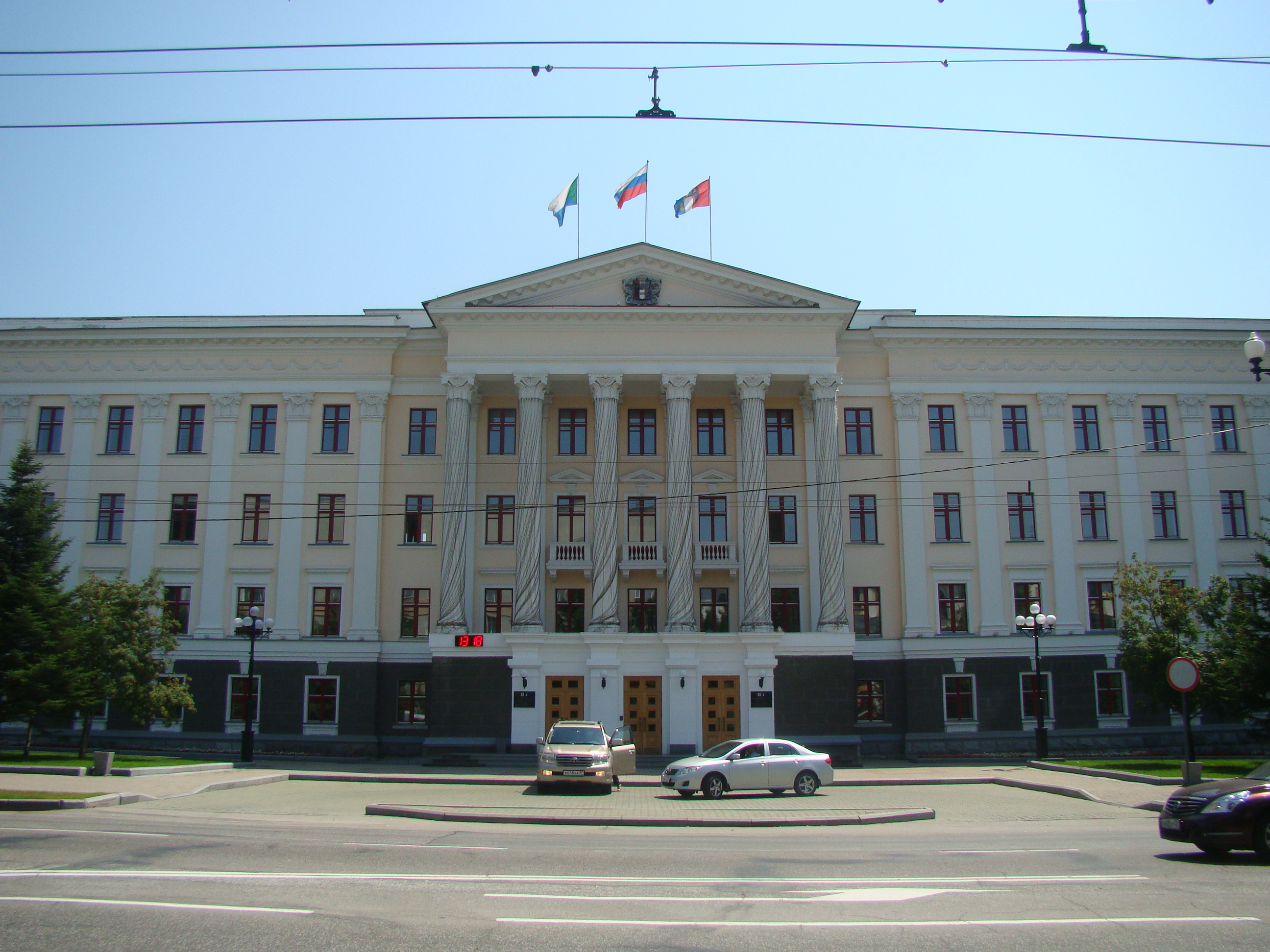
Здание Администрации Хабаровска и Городской Думы

### Краевые органы власти
В городе расположены органы государственной власти Хабаровского края — Правительство Хабаровского края, возглавляемое губернатором Дмитрием Демешиным, и Законодательная Дума Хабаровского края, председателем которой является Ирина Зикунова.

### Городские органы власти
Исполнительную власть в городе осуществляет Администрация города Хабаровска, возглавляемая мэром Сергеем Кравчуком, представительную — Хабаровская городская дума, которую возглавляет член ВПП «Единая Россия» Андрей Белоглазов.

## Административное деление
Административно Хабаровск разделён на пять внутригородских районов:
- Центральный район — 92 657[131] чел. (2024)
- Краснофлотский район — 88 321[131] чел. (2024)
- Кировский район — 55 274[131] чел. (2024)
- Железнодорожный район — 154 087[131] чел. (2024)
- Индустриальный район — 225 231[131] чел. (2024)

В Хабаровске находится администрация Хабаровского района. Город Хабаровск в состав района не входит.

## Экономика
Среднемесячная чистая зарплата в I полугодии 2023 года в Хабаровске была 74,1 тысячи руб. (рост на 13,5 % по сравнению с I полугодием 2022 года).

### Промышленность
- ОАО «Дальхимфарм»
- ОАО «Дальмостострой»
- АО ДГК

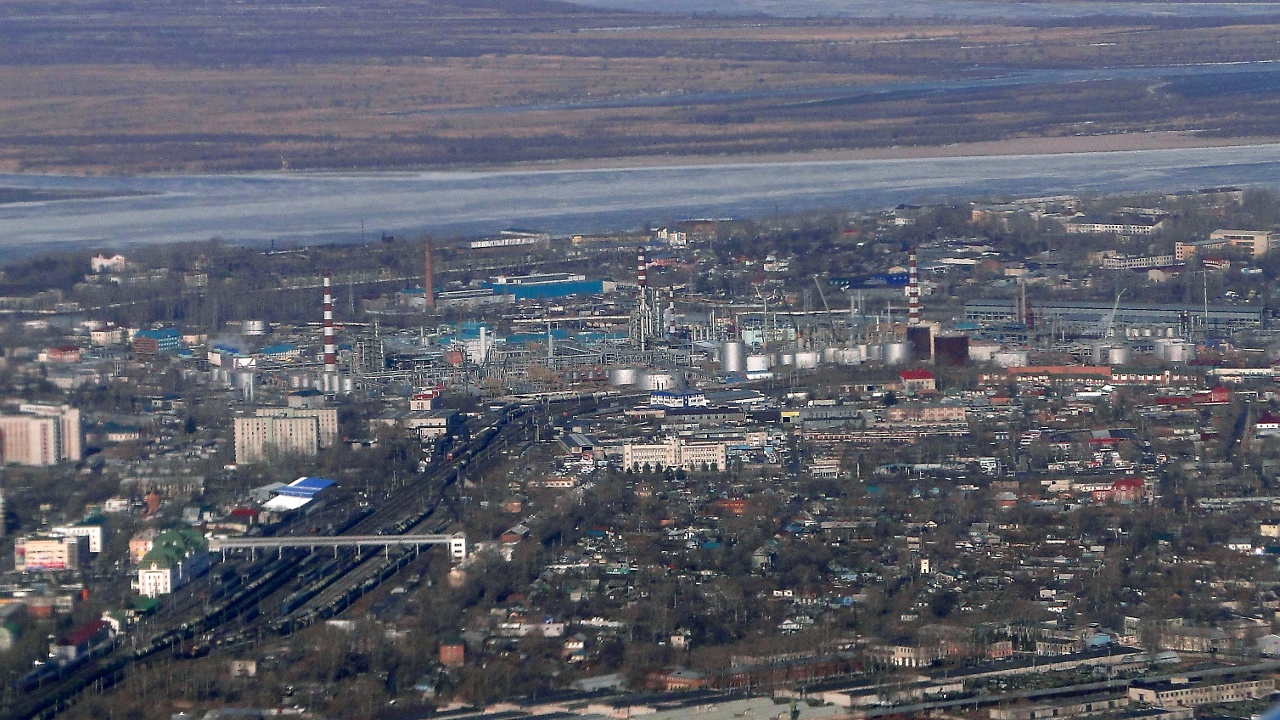
Хабаровский нефтеперерабатывающий завод и станция Хабаровск I

- ГК «Амурское пароходство» (входит в холдинг RFP Group)
- ООО «Транснефть — Дальний Восток»
- АО «ННК-Хабаровскнефтепродукт»[133][134]
- АО «ННК Хабаровский нефтеперерабатывающий завод»[135][136]
- Хабаровский судостроительный завод
- ОАО «Ликёро-водочный завод „Хабаровский“» (входит в Beluga Group) — прекратил производственную деятельность
- ОАО «Дальневосточный научно-исследовательский институт технологии судостроения»
- ОАО «Дальэнергомонтаж», входящее в состав ОАО «Группа Е4»
- ОАО «Дальэнергомаш»
- ООО «Артель старателей „Амур“» (группа «Русская платина»)
- ОАО «Артель старателей „Восток“»
- ООО «Римбунан Хиджау»
- ООО «Хабаровский трубный завод»
- ОАО «Масложиркомбинат „Хабаровский“»
- ОАО «Хабаровский хладокомбинат»
- ОАО «Хабаровский завод моющих средств»
- ОАО «Хабаровский домостроительный завод»
- ОАО «Комбинат детского питания „Молочный край“»
- ОАО «Завод „Тайга“»

### Энергетика
Электрическую и тепловую энергию для города вырабатывают Хабаровские ТЭЦ-1, ТЭЦ-2 и ТЭЦ-3. На данный момент все тепловые станции подключены к газовому снабжению (газопроводы «Сахалин-Хабаровск-Владивосток» и «Октябрьский-Хабаровск»). Газотранспортные организации — Газпром трансгаз Томск и Дальтрансгаз, Газоснабжающая и газораспределительная организация — «Газпром газораспределение Дальний Восток».

### Туризм
В Хабаровске располагается около сорока гостиниц, рассчитанных на разные социальные уровни населения.

### Связь
В городе работают пять операторов сотовой связи: МТС, Билайн, МегаФон, Yota и t2. Все из них, услуги предоставляют в стандарте LTE (4G), четверо — в 3G (кроме t2).
Телефонная нумерация — шестизначная. Код города — 4212. Услуги фиксированной связи и широкополосный доступ в Интернет предоставляют:
- ПАО «Ростелеком»
- АО «Рэдком-Интернет»
- ООО ТК «Востоктелеком»
- ЗАО «Востоктелеком»
- ЗАО «Транстелеком—ДВ»
- ПАО «Вымпел-Коммуникации» (торговая марка Билайн)

Также доступ в Интернет предоставляют: ООО «Хабаровские Домовые Сети» (торговая марка «Рэдком»), ООО «Энфорта» (технология WiMAX), ООО «Дата-Лайн», ООО «Скан-Сити» (торговая марка «Ё-Телеком»), ФГУП «РТРС», Orange Business Services и другие.
Магистральные операторы — Ростелеком, Транстелеком и МегаФон. Международная и междугородняя связь, кроме магистральных операторов города, обеспечивается компаниями Арктел и МТТ.

### Финансовые услуги
В Хабаровске располагаются представительства и офисы крупнейших финансовых организаций — Росгосстрах, Сбербанк и другие.

## Транспорт

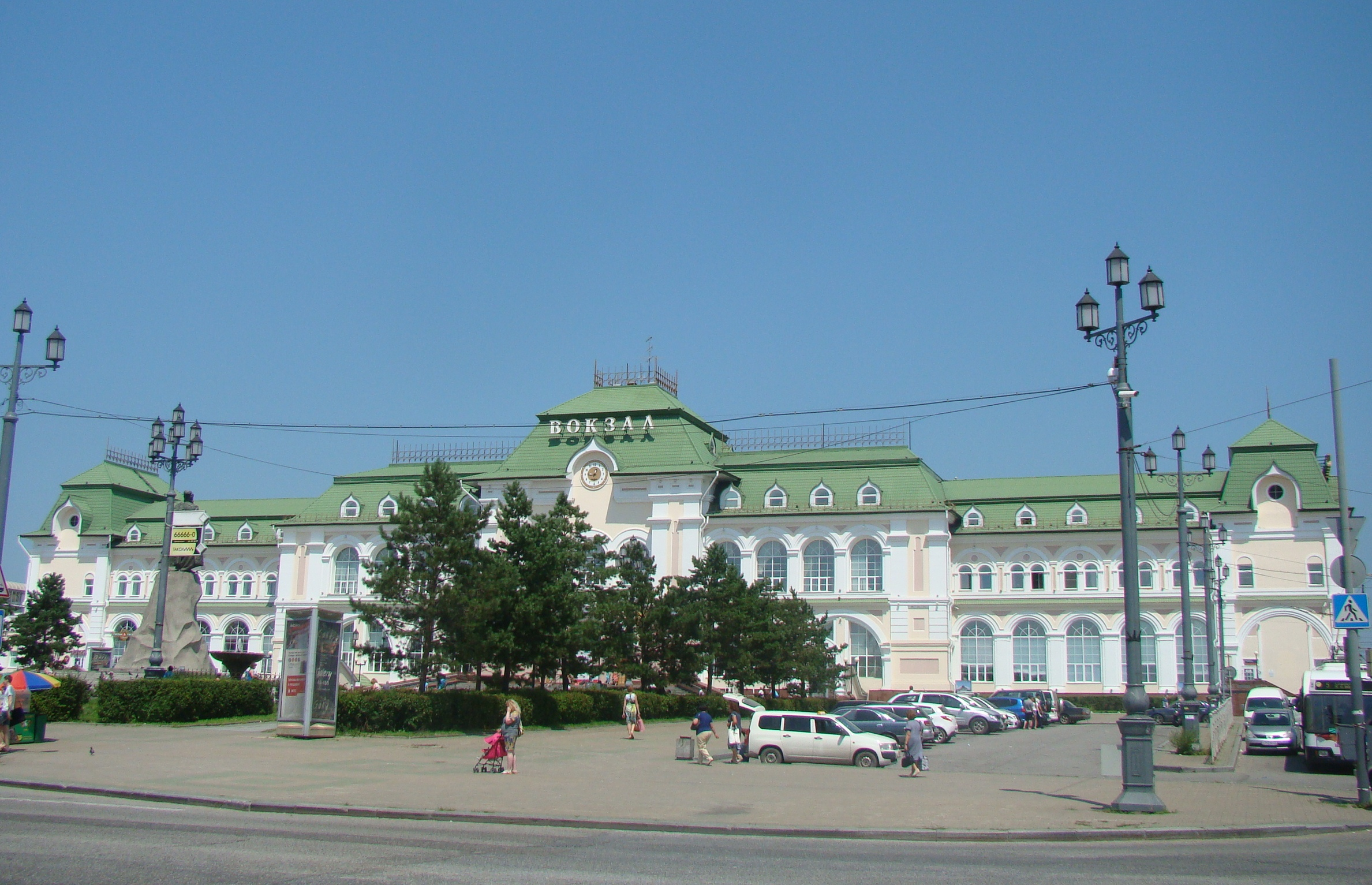
Вокзал станции Хабаровск I

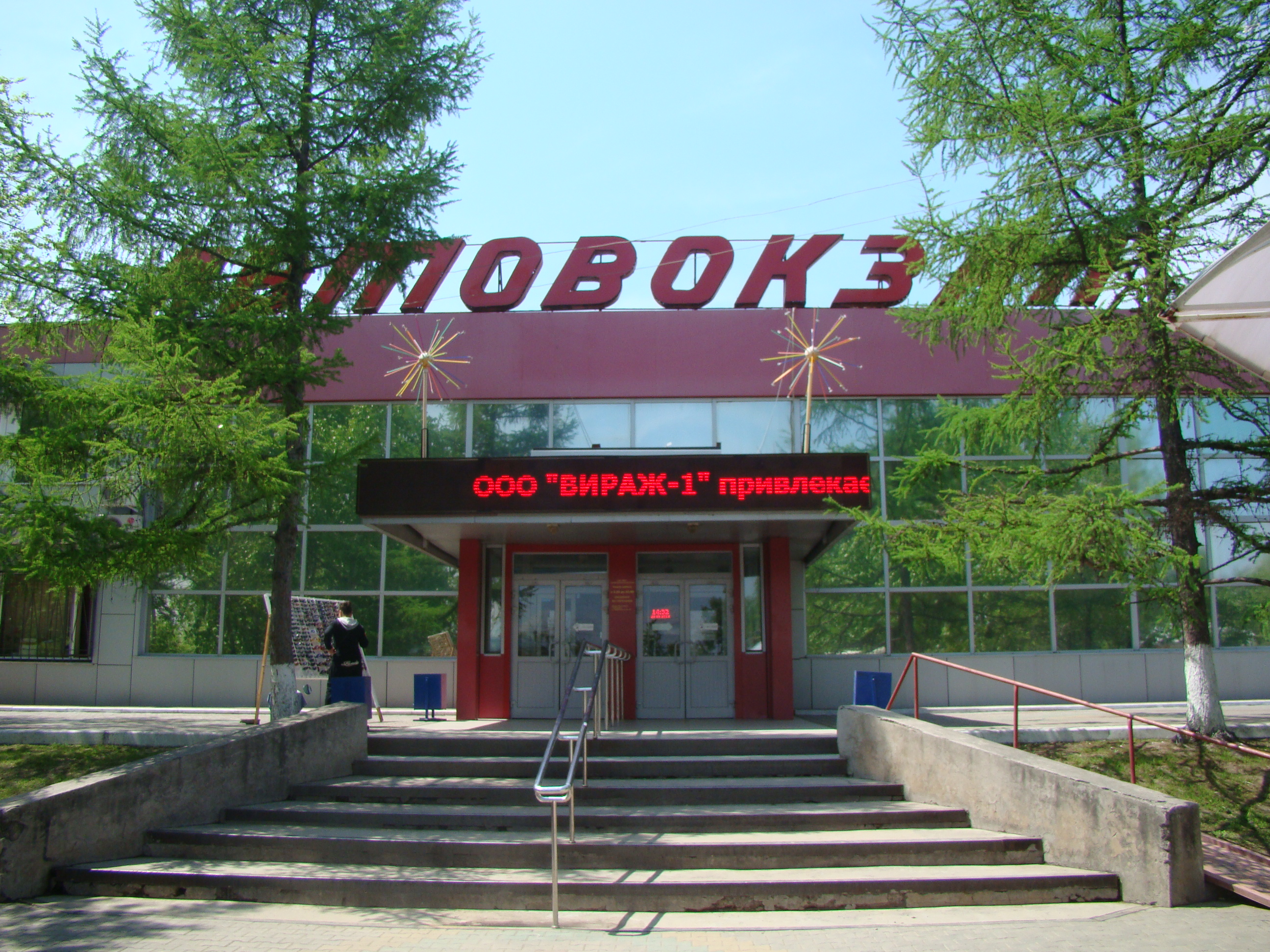
Автовокзал Хабаровска

Хабаровск — крупный узел на стыке водных, воздушных, железнодорожных и автомобильных коммуникаций с севера и запада страны, Приморья, Сахалина и портов Хабаровского края, имеющих международное, общероссийское и региональное значение. По объёму железнодорожных, речных и автоперевозок город занимает первое место в регионе.

### Железнодорожный транспорт
Через город проходит Транссибирская железнодорожная магистраль, а также железнодорожная линия на Комсомольск-на-Амуре, соединяющая Транссиб с Байкало-Амурской магистралью. В Хабаровске располагается управление Дальневосточной железной дороги, три депо (пассажирское, локомотивное и вагонное). В границах города располагаются четыре железнодорожных станции, крупнейшие из них — Хабаровск I (внеклассная пассажирская) и Хабаровск II (внеклассная сортировочная). От Хабаровска до Владивостока курсирует фирменный поезд «Океан». Пригородные железнодорожные перевозки осуществляются электропоездами. В 2009 году завершена реконструкция моста через Амур, в результате которой мост стал не только двухпутным железнодорожным, но и автомобильным.

### Автомобильный транспорт

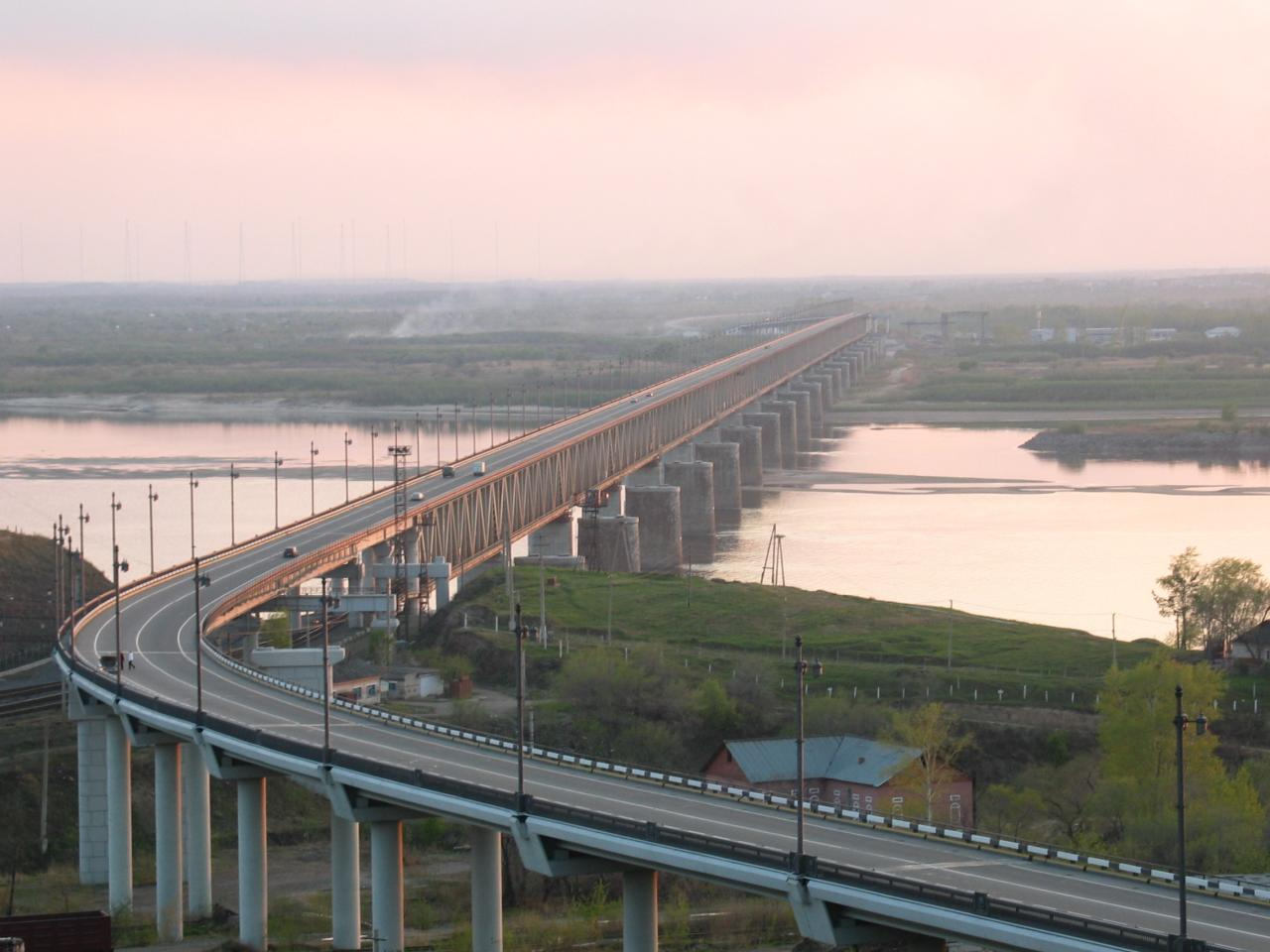
Мост через Амур

Город является связующей точкой федеральных автотрасс «Амур» (Чита — Хабаровск), «Уссури» (Хабаровск — Владивосток), Хабаровск — Комсомольск-на-Амуре и строящейся трассы «Восток» (Хабаровск — Находка). В 1983 году сдан в эксплуатацию автовокзал на 500 пассажиров в час. Междугородные автобусные маршруты связывают город с центральными и восточными районами края, городами Приморья и Еврейской автономной области. В 2021 году было завершено строительство платного высокоскоростного обхода города.

### Речной транспорт

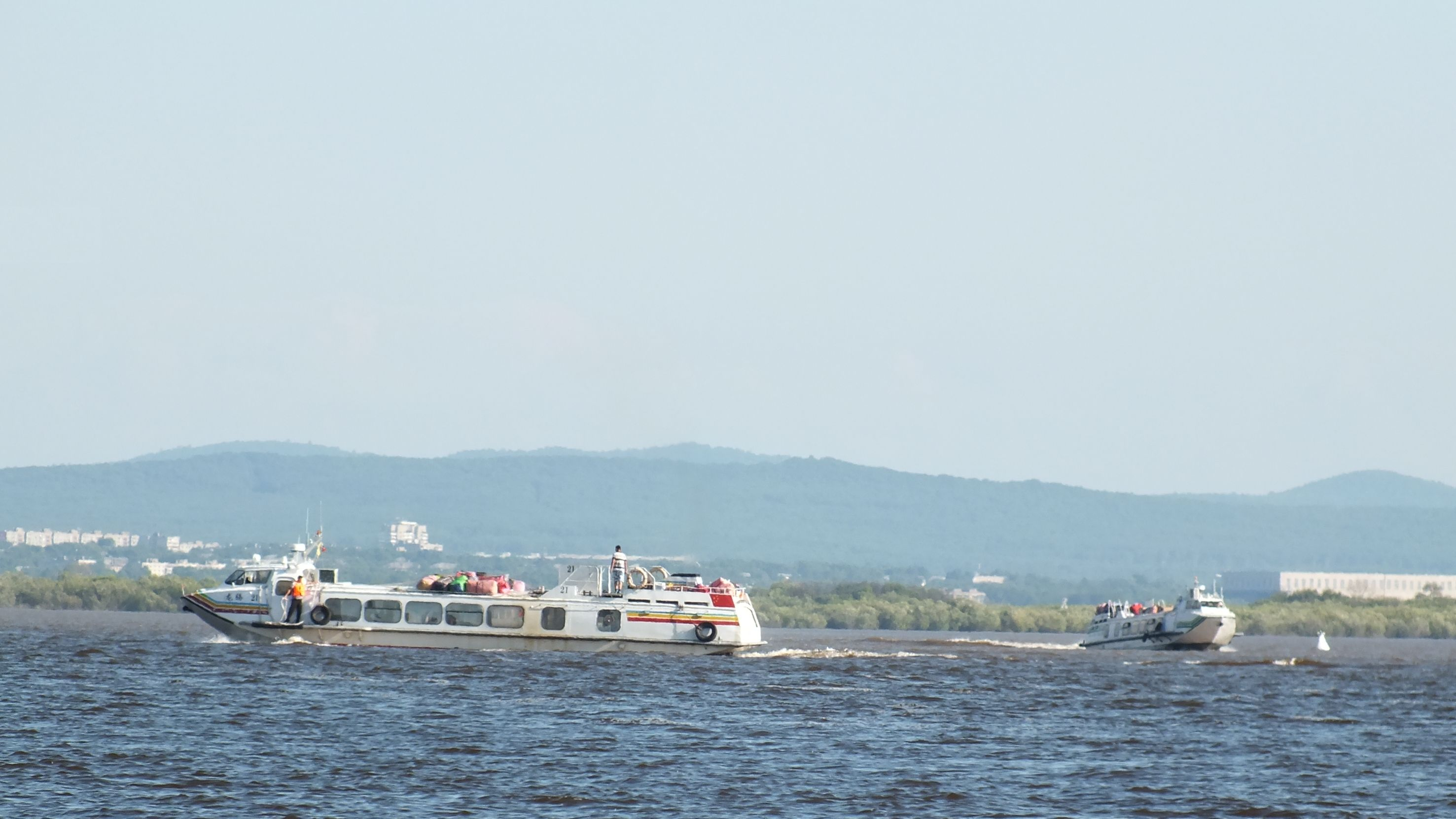
Теплоходы «Лунтан-21» и «Капитан Яков Лобастов» привезли из Фуюаня в Хабаровск группу «челноков». На крыше сложен багаж

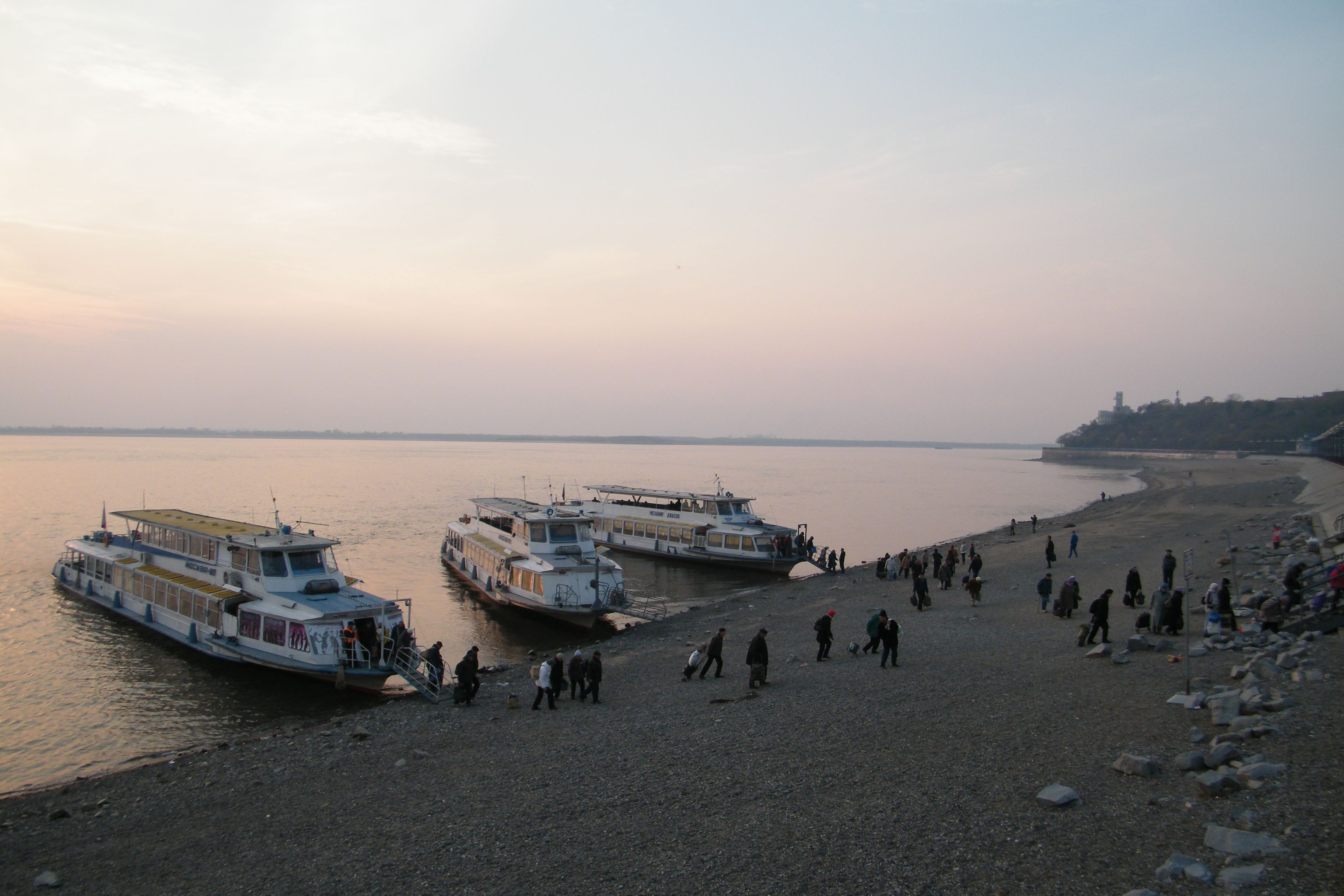
Хабаровские дачники вернулись с «левого берега»

Грузовые и пассажирские перевозки по Амуру осуществляет Амурское речное пароходство. Помимо речных перевозок производятся морские перевозки судами типа «река-море», в отдалённые районы края осуществляется «северный завоз». В Хабаровске — грузовой речной порт и пассажирский речной вокзал, Хабаровская ремонтно-эксплуатационная база флота (ХРЭБ флота).
Вниз по Амуру до Николаевска-на-Амуре пассажиров перевозят «Метеоры», в отдалённые сёла вверх по Тунгуске ходит «Заря», на левый берег дачники ездят на т/х «Москва» и «Москвич». В китайский Фуюань ходят т/х «Полесье», туда ездят в основном «челноки».
В советское время по Амуру ходили круизные теплоходы (флагман Амурского речного пароходства «30 лет ГДР», т/х «Ерофей Хабаров», «Семён Дежнёв», «Миклухо-Маклай», «Г. И. Невельской», «В. Поярков», «Пржевальский», «Георгий Седов»). В настоящее время туристических круизов по Амуру нет.

### Авиационный транспорт

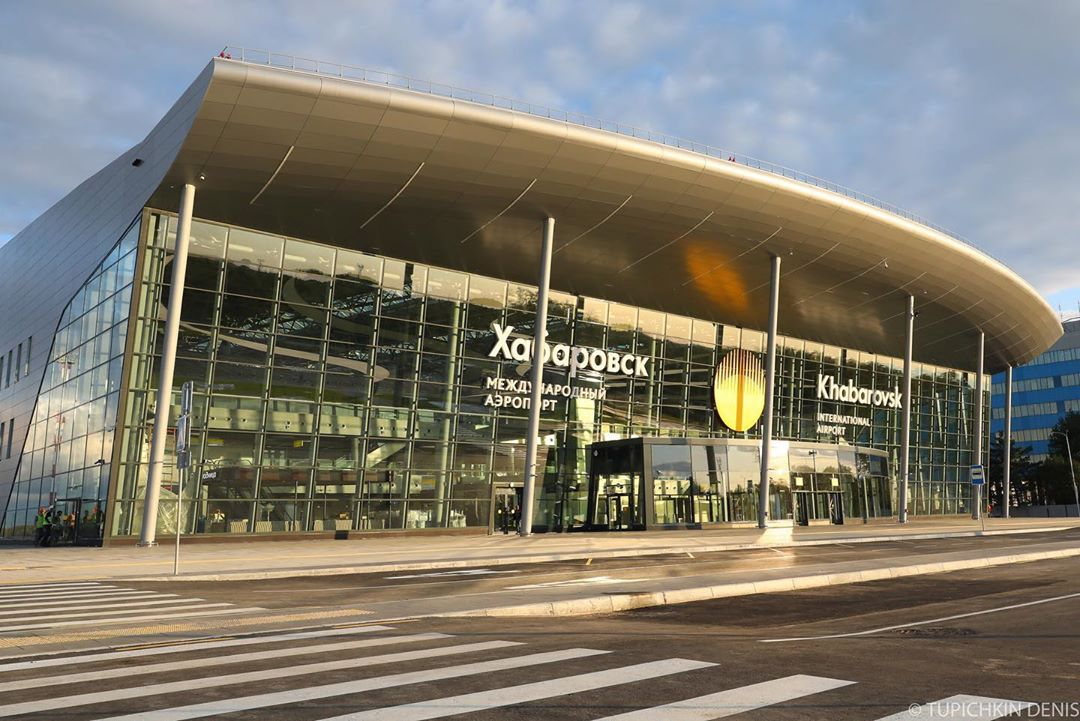
Хабаровский аэропорт

Авиаперевозки осуществляются через «Новый» (имеет статус международного с 1972 года) и «Малый» аэропорты (авиакомпания «Восток»), расположенные в 10 км от центра города. Здесь же развёрнута база ремонта авиационных судов. Через зону ответственности авиадиспетчеров Хабаровска проходят маршруты перелётов Япония — Европа.
Также в черте города находится военный аэродром «Центральный» с военным авиаремонтным заводом и аэродром ДОСААФ «Динамо».

### Внутригородской транспорт
Городской транспорт: трамвай, троллейбус, автобус и маршрутное такси; такси. Протяжённость внутригородских автобусных маршрутов, трамвайных и троллейбусных линий превышает 500 км. С 2000 года со строительством новых развязок в Северном микрорайоне и на пересечении улиц Карла Маркса и Ленинградской в городе идёт реконструкция магистральных дорог и транспортной системы города. В соответствии со стратегическим планом развития города Хабаровска до 2020 года, принятым в первом квартале 2008 года, предполагалось превратить обособленные от дорожного полотна трамвайные линии (таковых 95 %) в линии скоростного трамвая. Кроме того, в развитии будущей транспортной системы делался акцент на экологически чистый транспорт — троллейбусы и трамваи. Обновление и пополнение трамвайно-троллейбусного парка началось с 2003 года, но остановилось в 2017 году.

## Образование и наука

Тихоокеанский государственный университет

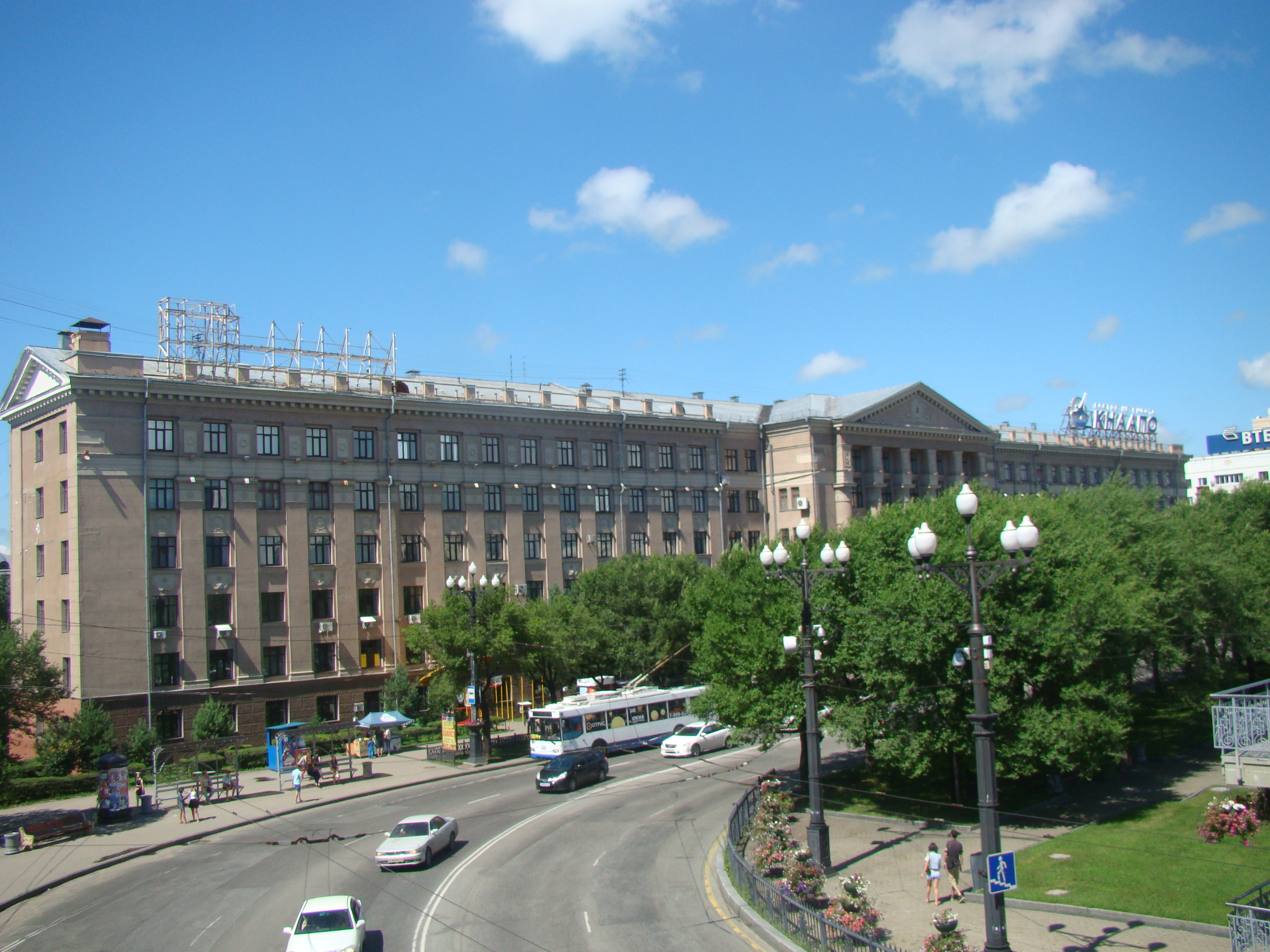
Дальневосточный государственный медицинский университет

### Высшие учебные заведения
- Дальневосточный институт — филиал ФГБОУ ВПО «Российская академия народного хозяйства и государственной службы при Президенте Российской Федерации» (ДВИ РАНХиГС)
- Дальневосточная государственная академия физической культуры (ДВГАФК)
- Дальневосточный государственный медицинский университет (ДВГМУ)
- Дальневосточный государственный университет путей сообщения (ДВГУПС, ранее ХабИИЖТ)
- Дальневосточный институт законодательства и правоведения (ДВИЗиП)
- Дальневосточный институт международных отношений (ДВИМО)
- Дальневосточный институт менеджмента, бизнеса и права (ликвидирован)
- Дальневосточный юридический институт МВД России
- Хабаровский пограничный институт ФСБ России
- Хабаровский государственный университет экономики и права (ХГУЭП, ранее, академия — ХГАЭиП; 06.06.2023 ХГУЭП реорганизован и влился в состав ТОГУ)
- Хабаровский государственный институт культуры (ХГИК)
- Педагогический институт Тихоокеанского государственного университета (ПИ ТОГУ, ранее, Дальневосточный государственный гуманитарный университет — ДВГГУ, Хабаровский государственный педагогический университет — ХГПУ, первоначально ХГПИ)
- Хабаровский институт инфокоммуникаций (филиал ГОУ ВПО «Сибирский государственный университет телекоммуникаций и информатики» ХИИК ГОУ ВПО «СибГУТИ»)
- Тихоокеанский государственный университет (ТОГУ)
- Дальневосточный институт международного бизнеса
- Приамурский институт агроэкономики и бизнеса (ПИАБ)
- Хабаровский филиал Санкт-Петербургского института внешнеэкономических связей, экономики и права (СПб ИВЭСЭиП)
- Российская академия правосудия (Дальневосточный филиал)
- Российская правовая академия Министерства юстиции Российской Федерации (Дальневосточный филиал)
- Хабаровская духовная семинария
- Хабаровский филиал ФБГОУ ВПО «Санкт-Петербургский государственный университет гражданской авиации» (СПб ГУГА)

### Дополнительное образование
В городе находятся семь музыкальных, хореографическая и художественная школы, множество центров детского творчества и эстетического воспитания детей, Краевой детский центр «Созвездие».

### Научные организации
Крупнейшей научной организацией Хабаровска является Дальневосточное отделение Российской академии наук (ДВО РАН, до 1992 года ДВО АН СССР, с 1970 по 1986 ДВНЦ АН СССР), представленное Хабаровским научным центром. Непосредственно в Хабаровске расположены следующие институты ДВО РАН:
- Вычислительный центр (ВЦ)
- Институт материаловедения Хабаровского научного центра (ИМХНЦ)
- Институт горного дела (ИГД)
- Институт водных и экологических проблем (ИВЭП)
- Институт тектоники и геофизики им. Ю. А. Косыгина (ИТиГ)
- ФГУ Научно-исследовательский институт лесного хозяйства (ДальНИИЛХ)
- Институт экономических исследований (ИЭИ)
- Научно-исследовательский центр «Планета» (Гидрометеоцентр, основное направление деятельности — дистанционное зондирование Земли)
- Хабаровское отделение института прикладной математики

## Культура и искусство
В городе работают следующие музеи:
- Хабаровский краеведческий музей имени Н. И. Гродекова основан 19 апреля [1 мая] 1894 года по инициативе Приамурского отдела Русского географического общества. К 1900 году для музея было построено его нынешнее здание, перед которым была установлена перевезённая за несколько лет до этого из Уссурийска по инициативе археолога Ф. Ф. Буссе чжурчжэньская каменная черепаха весом 6400 кг[148][149]. С 2005 года действует отдельная экспозиция — музей амурских рыб[150]. В 2007 году в Гродековский музей была передана вся коллекция (2388 образцов), расформированного Хабаровского геологического музея, существовавшего с 1977 года в одном из бывших особняков семьи Плюсниных. Коллекция включает в себя минералы различных территорий Дальнего Востока, образцы лунного грунта и многое другое[151][152].
- Музей археологии (филиал Хабаровского краевого музея им. Н. И. Гродекова)[153].
- Музей истории города Хабаровска открыт в день 146-летия города 31 мая 2004 года. История Хабаровска с самого его основания до наших дней: дореволюционный период, революции 1917 года и гражданская война в Хабаровске, годы первых пятилеток, Великая Отечественная война и послевоенное время, годы перестройки и современный Хабаровск.

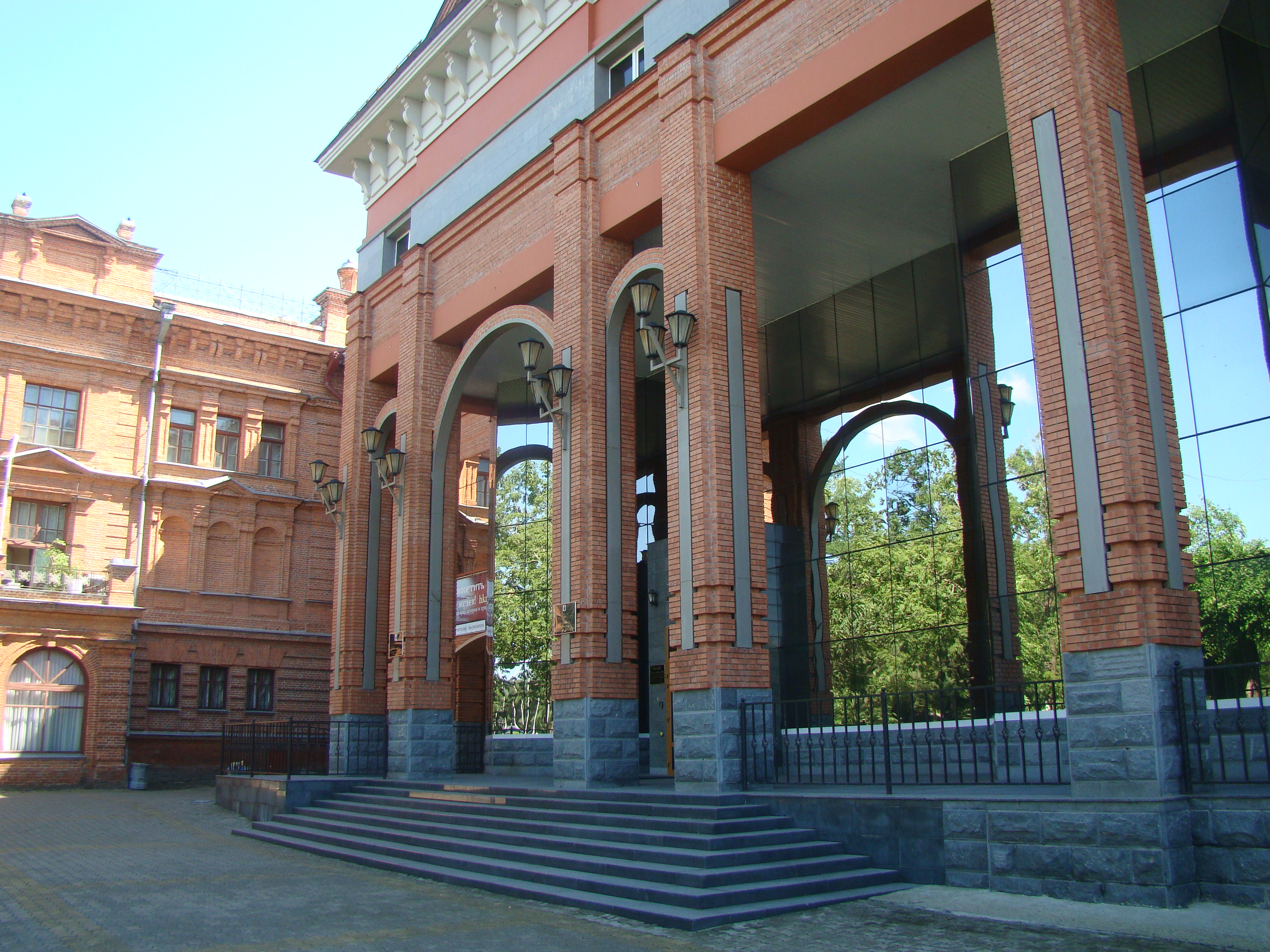
Хабаровский краевой музей имени Н. И. Гродекова. Справа — новый корпус, слева — старое здание музея
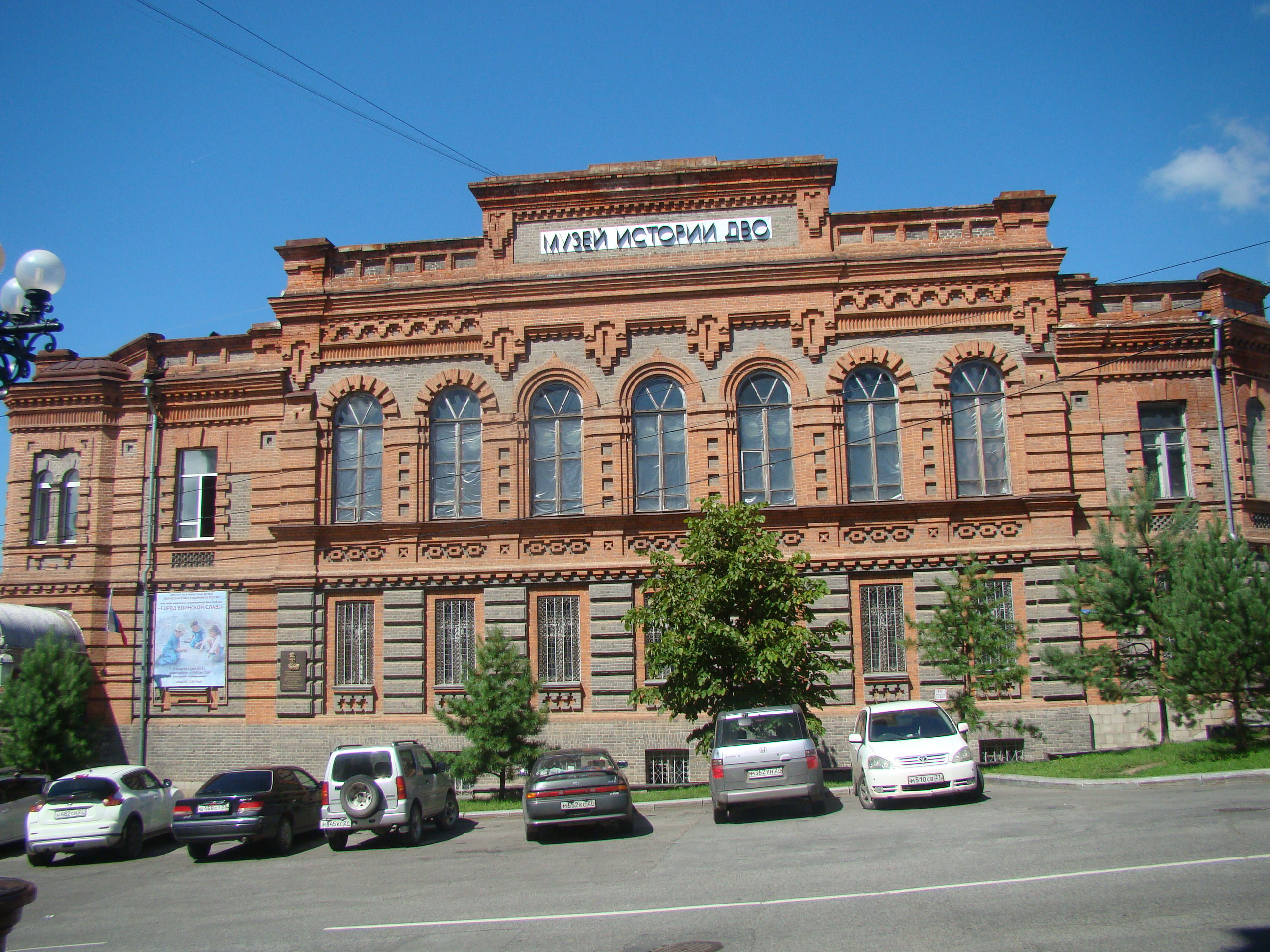
Военно-исторический музей Восточного (Дальневосточного) военного округа
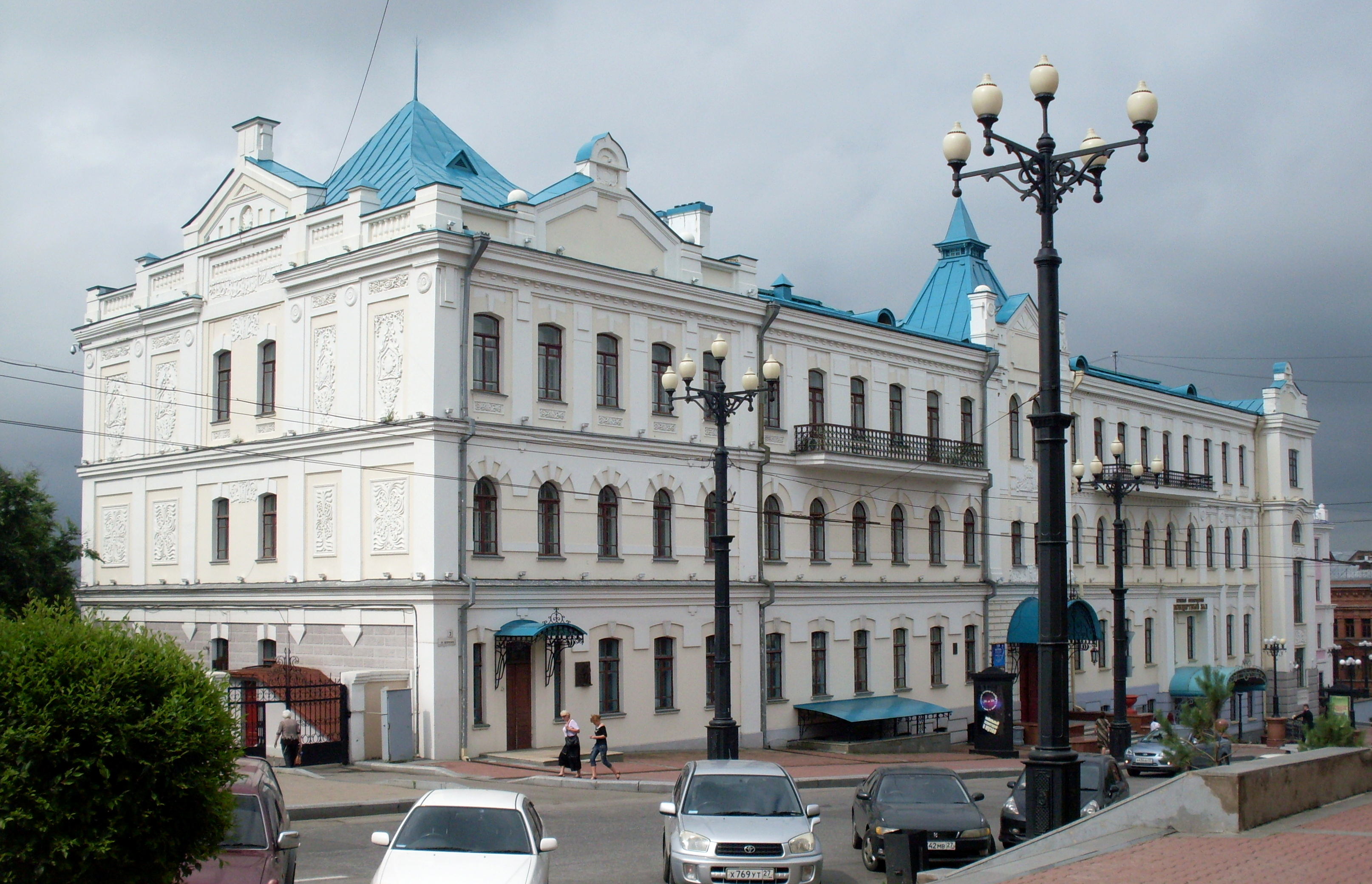
Дальневосточный художественный музей и краевая филармония
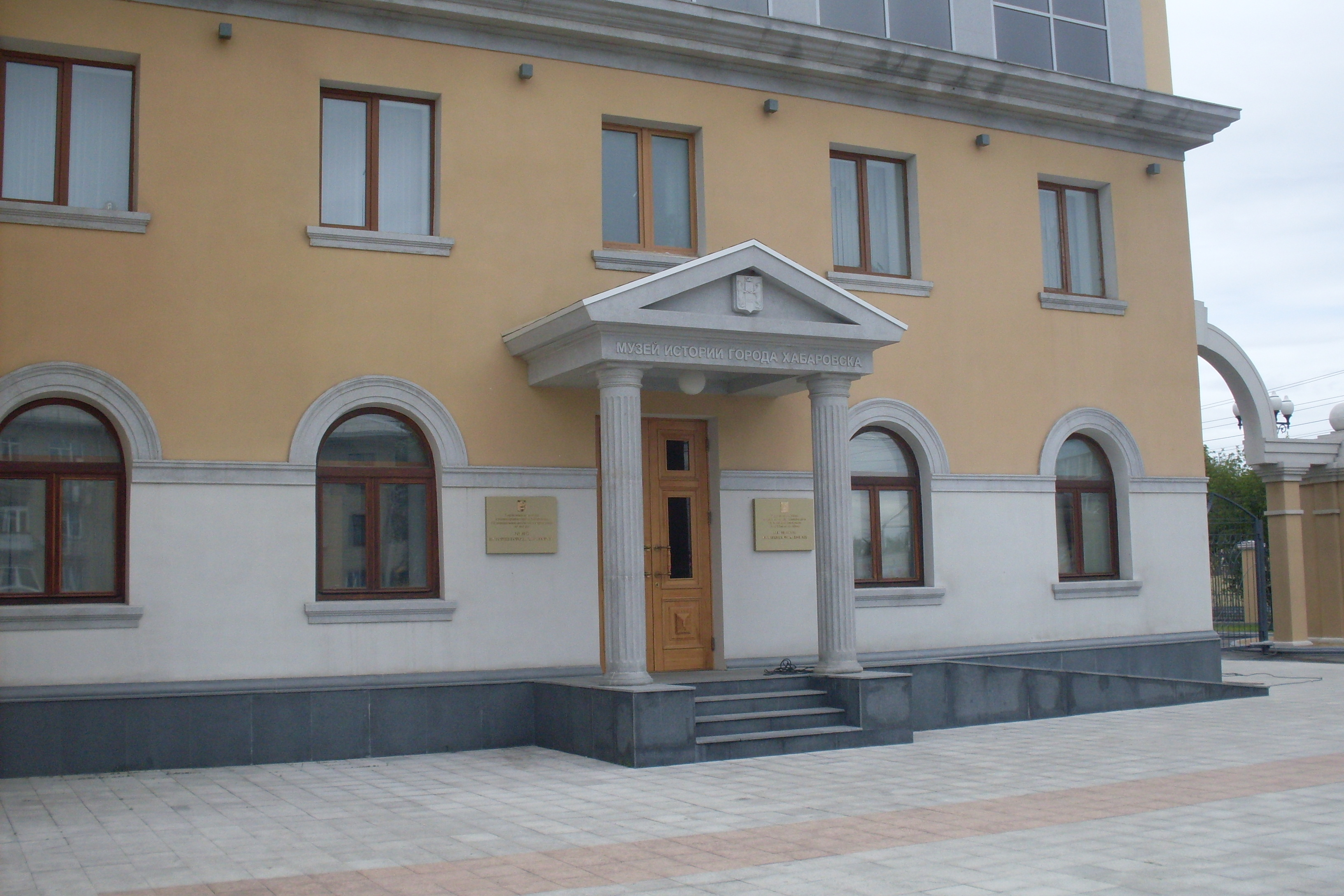
Музей истории города Хабаровска

- Дальневосточный художественный музей. Искусство античного мира, стран Западной Европы и народов Востока, русское дореволюционное и советское искусство, а также искусство народов Севера и Дальнего Востока.
- Военно-исторический музей Восточного (Дальневосточного) военного округа. Открыт в 1983 году. История становления и развития армии на Дальнем Востоке. Здесь на открытой площадке представлены образцы военной техники разных лет.
- Музей Амурского моста
- Музей истории Железнодорожной станции Хабаровск-1
- Художественная галерея им. Федотова
- Музыкальный музей «Мир говорящих машин»

До 1992 года в городе также работал Дальневосточный литературный музей (литературный отдел Хабаровского краевого музея им. Н. И. Гродекова), по ул. Тургенева, 69 (открыт 24 декабря 1981 года — в день 80-летия со дня рождения Александра Фадеева — одного из основателей Дальневосточной писательской организации). Музейная коллекция насчитывала до 40 тыс. экспонатов основного фонда. Экспозиция была разобрана в 1992 году, здание сдали в аренду. 26 ноября 1993 года расторгнув один договор с компанией «Н-Стар ЛТД» (от 15 января 1993 года), заключили новый — с американской фирмой «Глобал — Виллиндж Трейдинг». Условия: 99 лет аренды здания за $300 тыс., предназначенных на проектирование и строительство пристройки к краеведческому музею. Охранно-арендный договор № 145/2477 был расторгнут 03.08.2006 г., сама фирма ликвидирована, но музей так и не восстановлен. «В настоящее время Гродековский музей не нуждается в дополнительных площадях для экспонирования предметов литературной коллекции», — признался сам директор музея Николай Рубан. Здание по ул. Тургенева, 69 (общей площадью 372,5 м²) «временно передано на основании договоров безвозмездного пользования общественным организациям: некоммерческой организации „Уссурийское войсковое казачье общество“ и региональному объединению работодателей „Союз работодателей Хабаровского края“…».
В городе работает несколько театров: Хабаровский краевой театр драмы и комедии, Хабаровский краевой театр кукол, Хабаровский краевой музыкальный театр, Хабаровский краевой театр юного зрителя, Хабаровская краевая филармония, Театр пантомимы «Триада», Белый театр.
С 1978 года в городе действует централизованная система массовых библиотек, включающая центральную городскую библиотеку имени Петра Комарова и 10 её филиалов. Работает городская детская библиотека имени А. П. Гайдара. Кроме того в Хабаровске находится Дальневосточная государственная научная библиотека и научная библиотека Хабаровской государственной академии экономики и права.

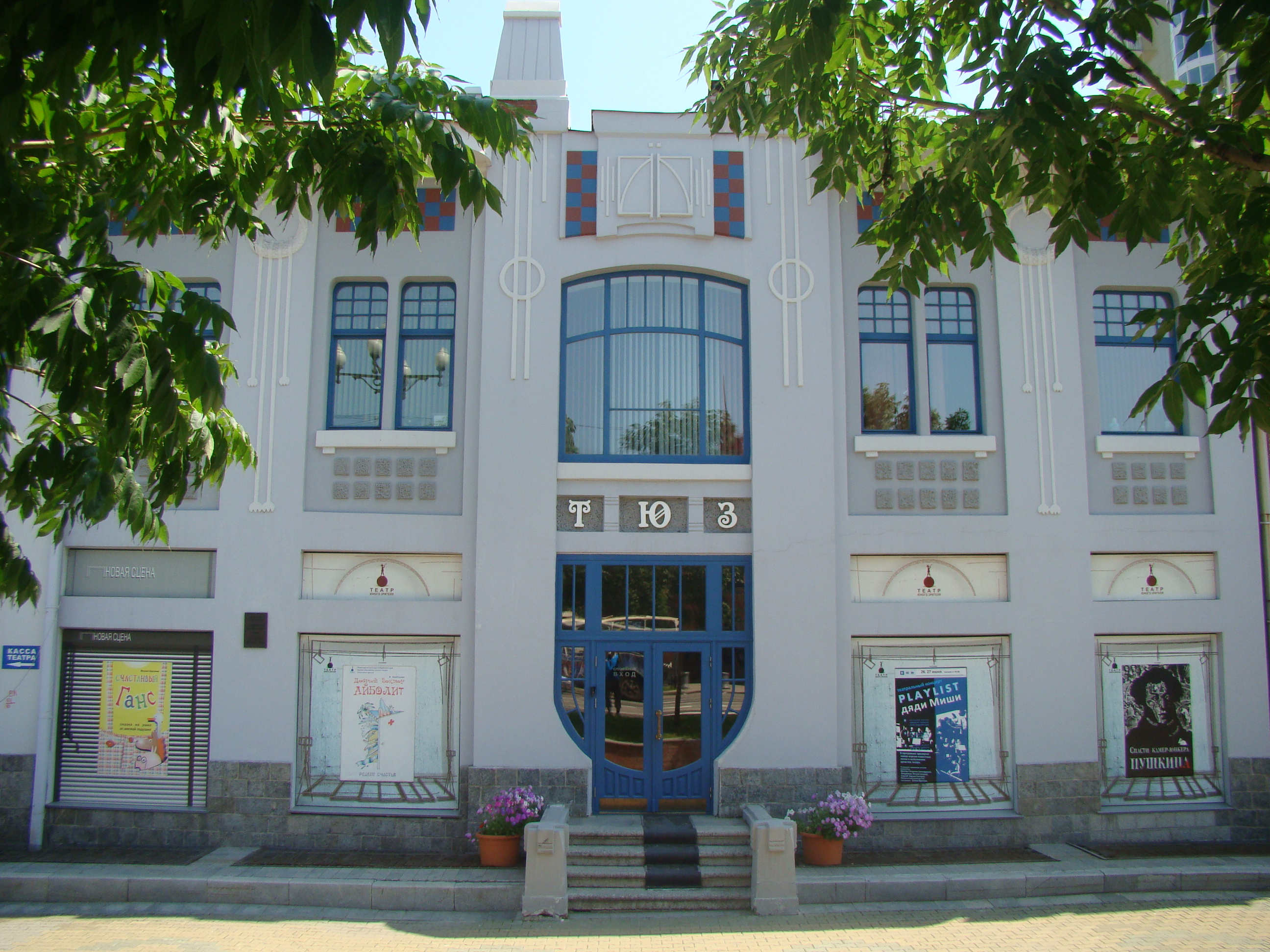
Хабаровский ТЮЗ
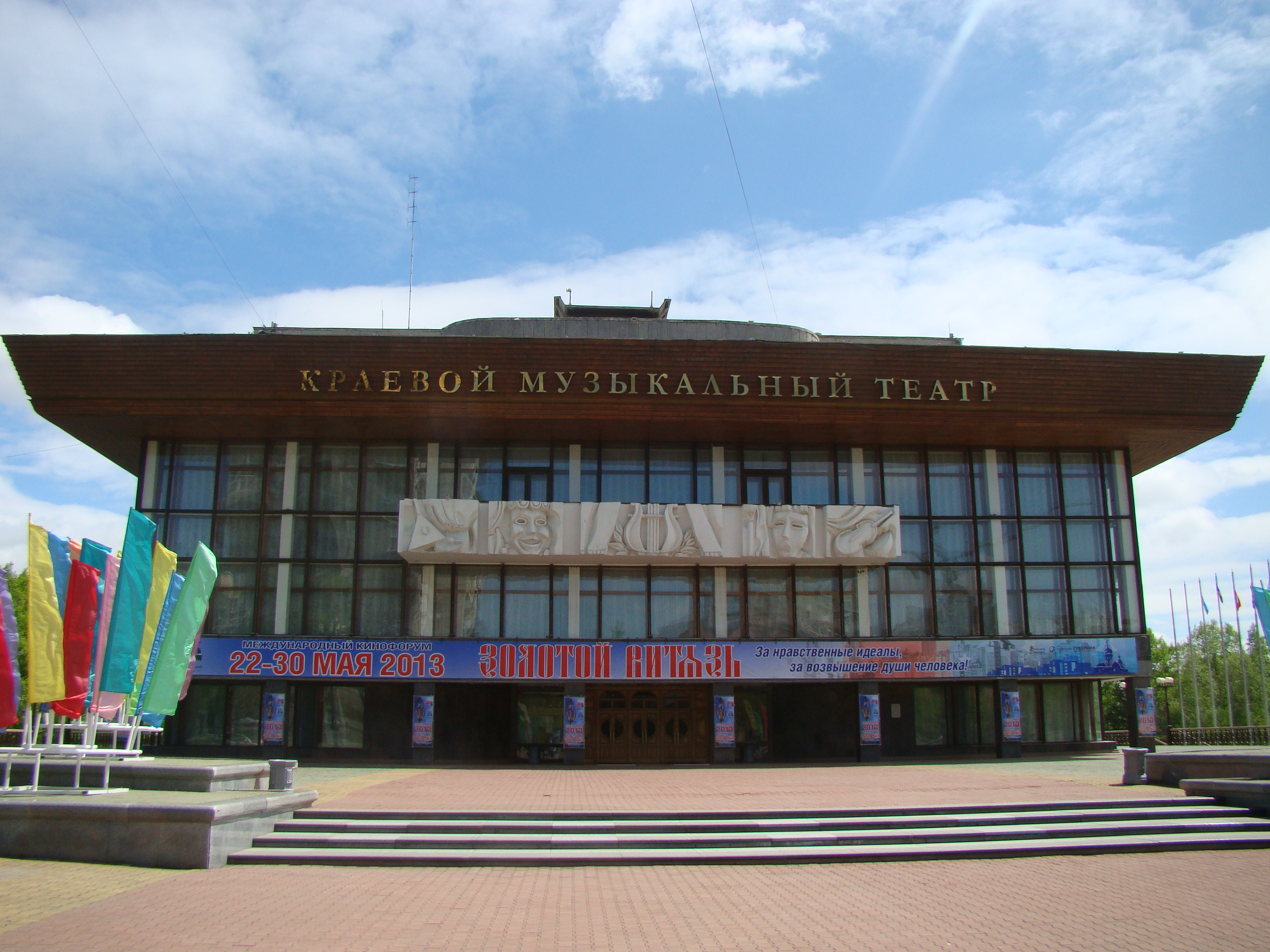
Хабаровский краевой музыкальный театр
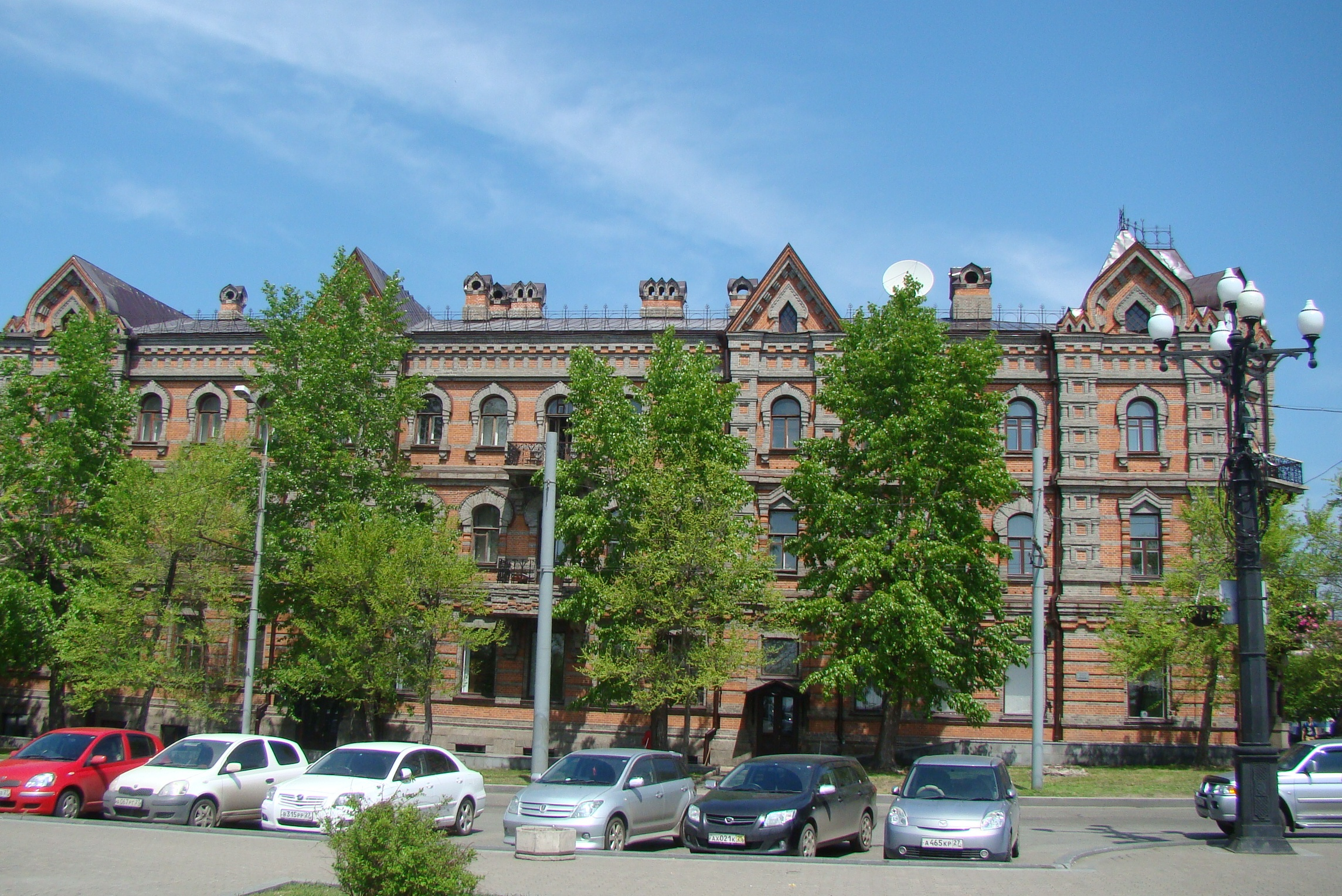
Дальневосточная государственная научная библиотека
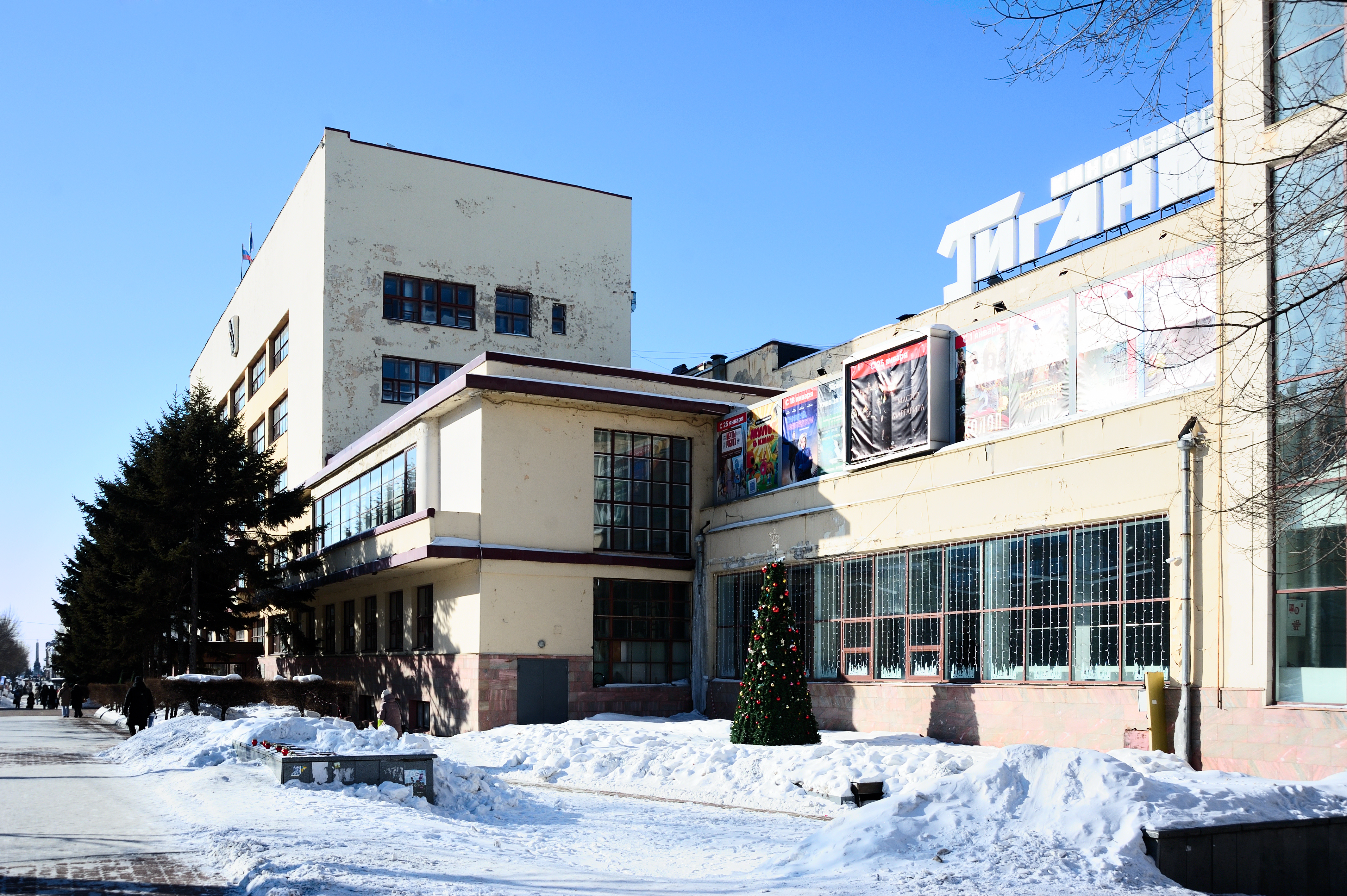
Кинотеатр «Гигант» (бывший Дом Советов)

Также в городе действуют такие культурные учреждения как Арт-холдинг «Palazzo», ДК железнодорожников, краевой дворец дружбы «Русь», концертный зал Окружного дома офицеров Российской армии, Хабаровская краевая филармония, Хабаровский краевой дворец культуры профсоюзов. Сеть кинопоказа представлена такими кинотеатрами как Hollywood, Majestic Film, «Гигант», «Дружба» (бывш. «Родина»), «Совкино», «Форум» (FourRoom), «Фабрика грёз», «Атмосфера», «Синема 9».
В городе и окрестностях функционирует ряд предприятий рекреационной отрасли, среди которых базы отдыха «Аризона», «Дубровка», «13-й километр», «Заимка Плюснина» (с автокинотеатром), «Лукоморье», развлекательный комплекс «Форт-Артуа». Под Хабаровском находится Приамурский зоосад имени В. П. Сысоева, а также центр реабилитации диких животных «Утёс».
В Хабаровске есть несколько парков: центральный парк им. Гродекова, парк им. Юрия Гагарина, парк «Динамо» с городскими прудами, детский парк им. А. П. Гайдара, парк «Северный», парк стадиона им. Ленина.
- Парк им. Ю. А. Гагарина. Озеленение заболоченной территории будущего парка было начато весной 1957 года силами жителей Индустриального района и школьников. После того, как 29 мая 1962 года находившийся в городе проездом в Японию первый космонавт Ю. А. Гагарин посадил здесь лиственницу, парк неофициально называли парком Гагарина. Официально имя Ю. А. Гагарина было присвоено парку решением Хабаровского крайисполкома от 15 мая 1980 года «О присвоении имени первого космонавта, Героя Советского Союза Ю. А. Гагарина парку культуры и отдыха в Индустриальном районе г. Хабаровска». В 1990-х годах парк пришёл в запустение и только благодаря строительству здесь краевого цирка (открыт в 2001 году) удалось благоустроить часть территории. С 2007 года проходил конкурс на проект реконструкции парка[162][163], в котором в феврале 2012 года победил вариант, предложенный проектной мастерской «Атриум-партнёр». В ноябре 2013 года началась реконструкция парка, которая продлилась до сентября 2016 года. Реконструированный парк был открыт 18 сентября 2016 года в 12:00.

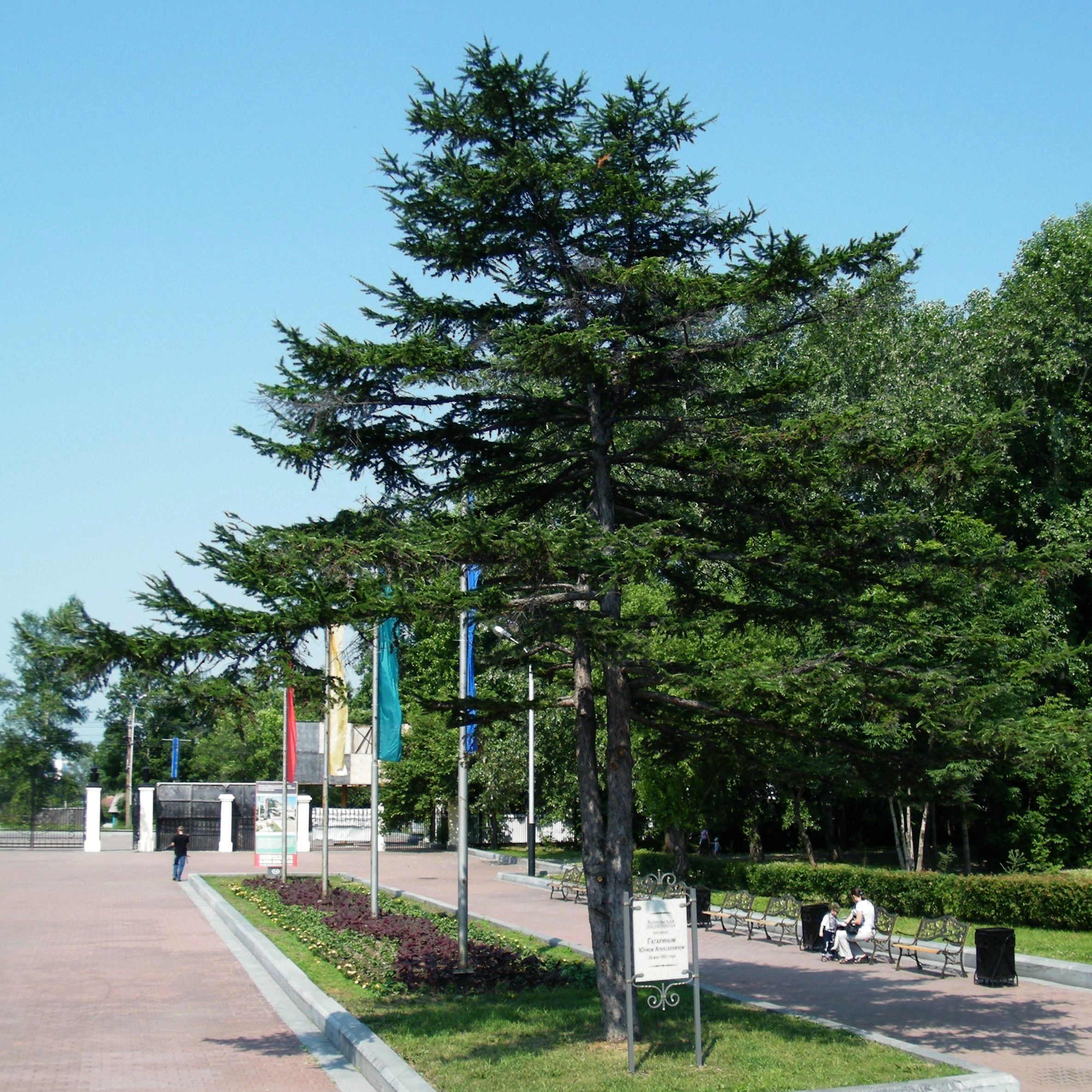
Курильская лиственница, посаженная в Хабаровске Юрием Гагариным 29 мая 1962 года. Впоследствии парк назван именем первого космонавта
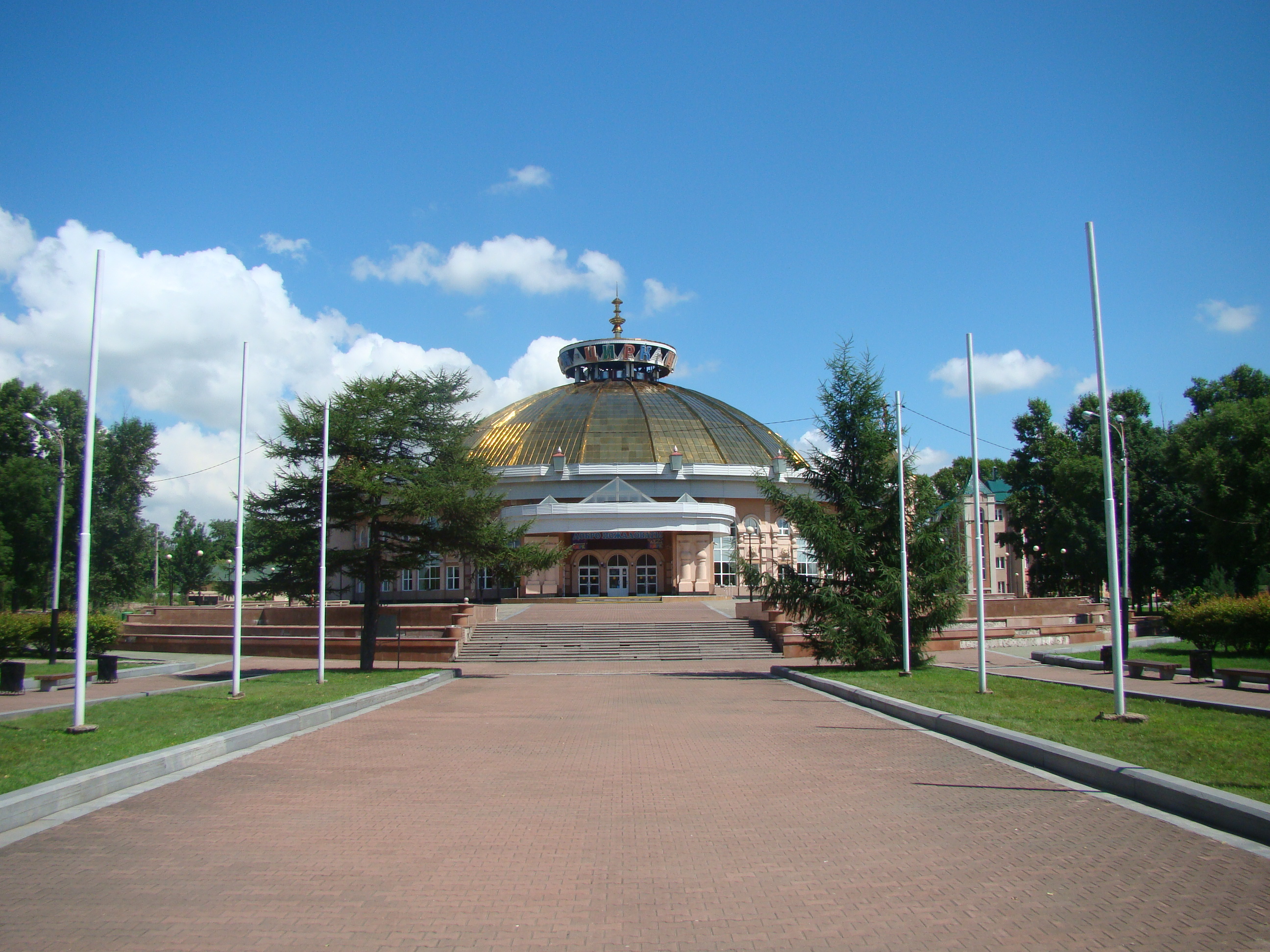
Хабаровский государственный цирк
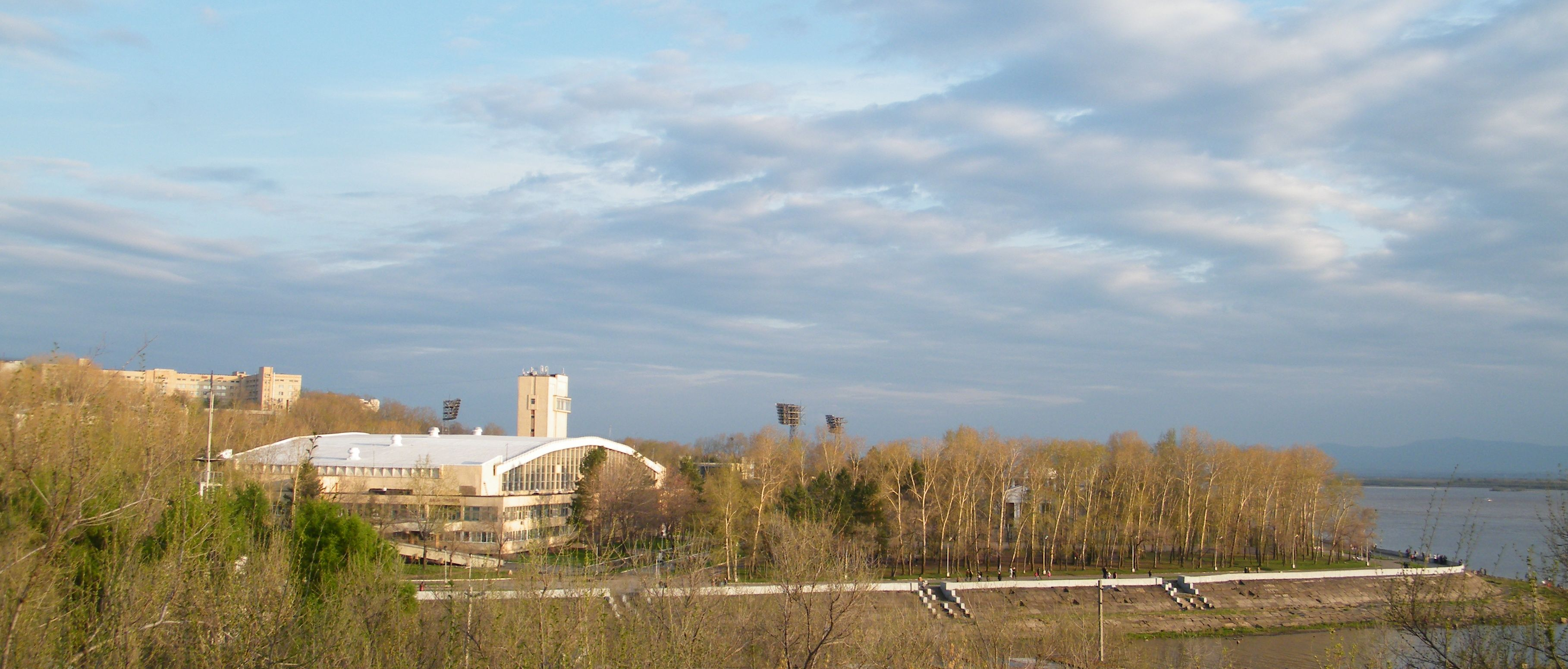
Стадион имени Ленина (вид с Казачьей горы)
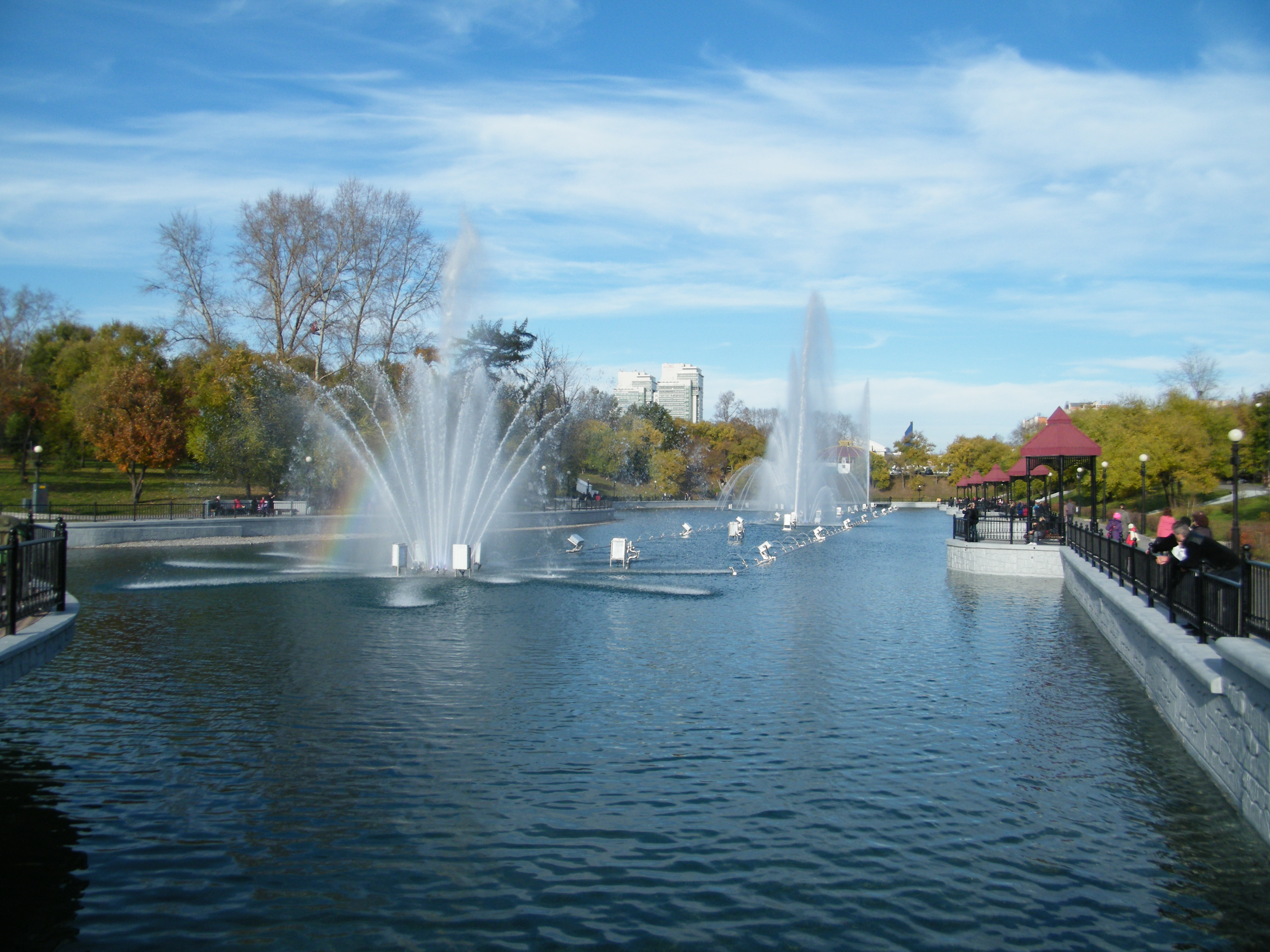
Хабаровские городские пруды

## Средства массовой информации
Газеты
- «Приамурские ведомости» (еженедельник)
- «Приамурский казачий вестник» (ежемесячник)
- «Тихоокеанская звезда» (периодичность ~3 раз в неделю)
- «Хабаровский край сегодня» (еженедельник, с 2019 года — ежемесячник)
- «Хабаровские вести» (4 раза в неделю)
- «Молодой дальневосточник» (еженедельник, не выходит с 25.10.2015 года, всего с 1921 года вышло 13458 номеров)[164]
- «Молодой дальневосточник XXI век» (еженедельник, с 2016 по 2023 гг.), с 2023 года переименован в «Дальневосточное обозрение» (еженедельник, ныне ежемесячник)
- «Хабаровский экспресс» (еженедельник)
- «Хабаровский пенсионер» (еженедельник)
- «Амурский меридиан» (еженедельник)
- «Хабаровская неделя» (еженедельник)
- «МК в Хабаровске» (еженедельник)
- «Городской квартал» (4 раза в год)

Журналы
- «Дальний Восток» (литературно-художественный, 6 раз в год)
- «Просторы Приамурья» (три раза в год)
- «Солнышко» (для дачников, два раза в месяц)
- «Дальневосточная столица»

Электронные
- Редакция СМИ «Дебри-ДВ»

### Телевидение
В эфир транслируются телеканалы:
- 6ТВ — 6-й ч/к
- Телеканал «Хабаровск»
- Че! — 21-й ч/к
- Ю ТВ — 23-й ч/к
- Матч! Страна — 51-й ч/к

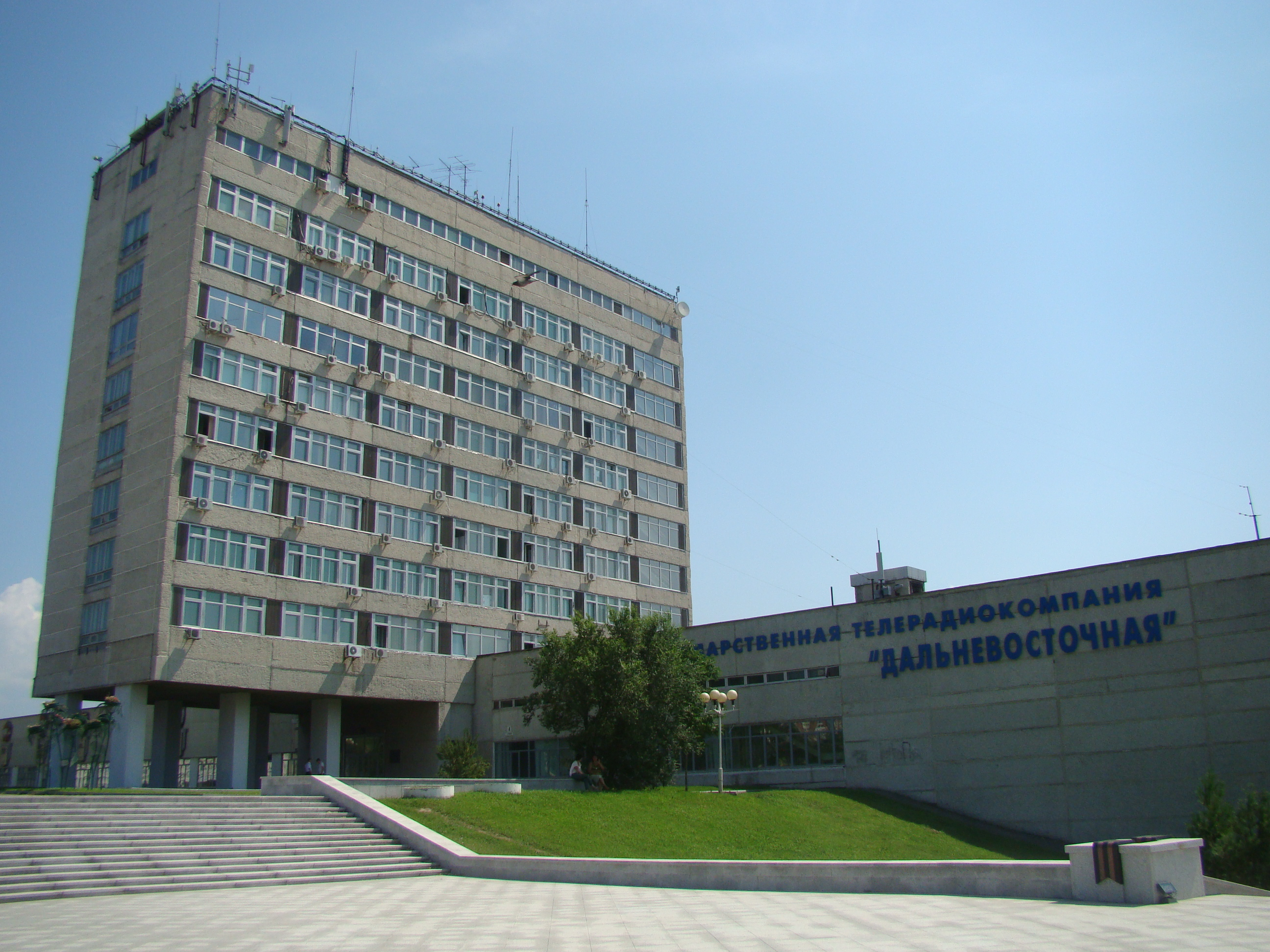
ГТРК «Дальневосточная»

Кроме того в стандарте DVB-T2 транслируются цифровые телеканалы Первого мультиплекса (30-й ч/к), и Второго мультиплекса (38-й ч/к). 

### Радиостанции
В Хабаровске работают 25 радиостанций FM диапазона, 1 радиостанция AM диапазона:
| Частота, МГц | Название                             |
| ------------ | ------------------------------------ |
| 0,765 (AM)   | Радио Восток России                  |
| 87,9         | Ретро FM                             |
| 88,3         | Радио Комсомольская Правда           |
| 88,7         | Авторадио                            |
| 89,6         | Русское радио                        |
| 90,2         | Юмор FM                              |
| 90,6         | Радио Маяк                           |
| 91,0         | Радио ENERGY                         |
| 91,4         | Радио России / ГТРК Дальневосточная  |
| 91,8         | план Радио Орфей                     |
| 93,8         | Радио Sputnik                        |
| 99,1         | Детское радио                        |
| 100,6        | Питер FM                             |
| 101,4        | Radio Monte-Carlo                    |
| 101,8        | Радио Хорошего Настроения — 101,8 FM |
| 102,3        | Радио МИР                            |
| 102,7        | Mix FM                               |
| 103,3        | Comedy Radio                         |
| 103,7        | Радио Восток России                  |
| 104,3        | Дорожное радио                       |
| 104,8        | Вести FM                             |
| 105,2        | Радио Гордость                       |
| 105,6        | Европа Плюс                          |
| 106,2        | Радио Дача                           |
| 106,8        | Новое радио                          |
| 107,5        | Studio 21                            |
| 107,9        | Радио Вера                           |

В связи с тем, что автомобильный парк Дальнего Востока преимущественно состоит из подержанных японских автомобилей, радиоприемники которых используют японский FM диапазон (76—90 МГц), наиболее выгодным в частотном плане считается нижний участок европейского FM диапазона 87—90 МГц.
Теле- и радиовещание осуществляет Дальневосточный региональный центр РТРС.

## Спорт

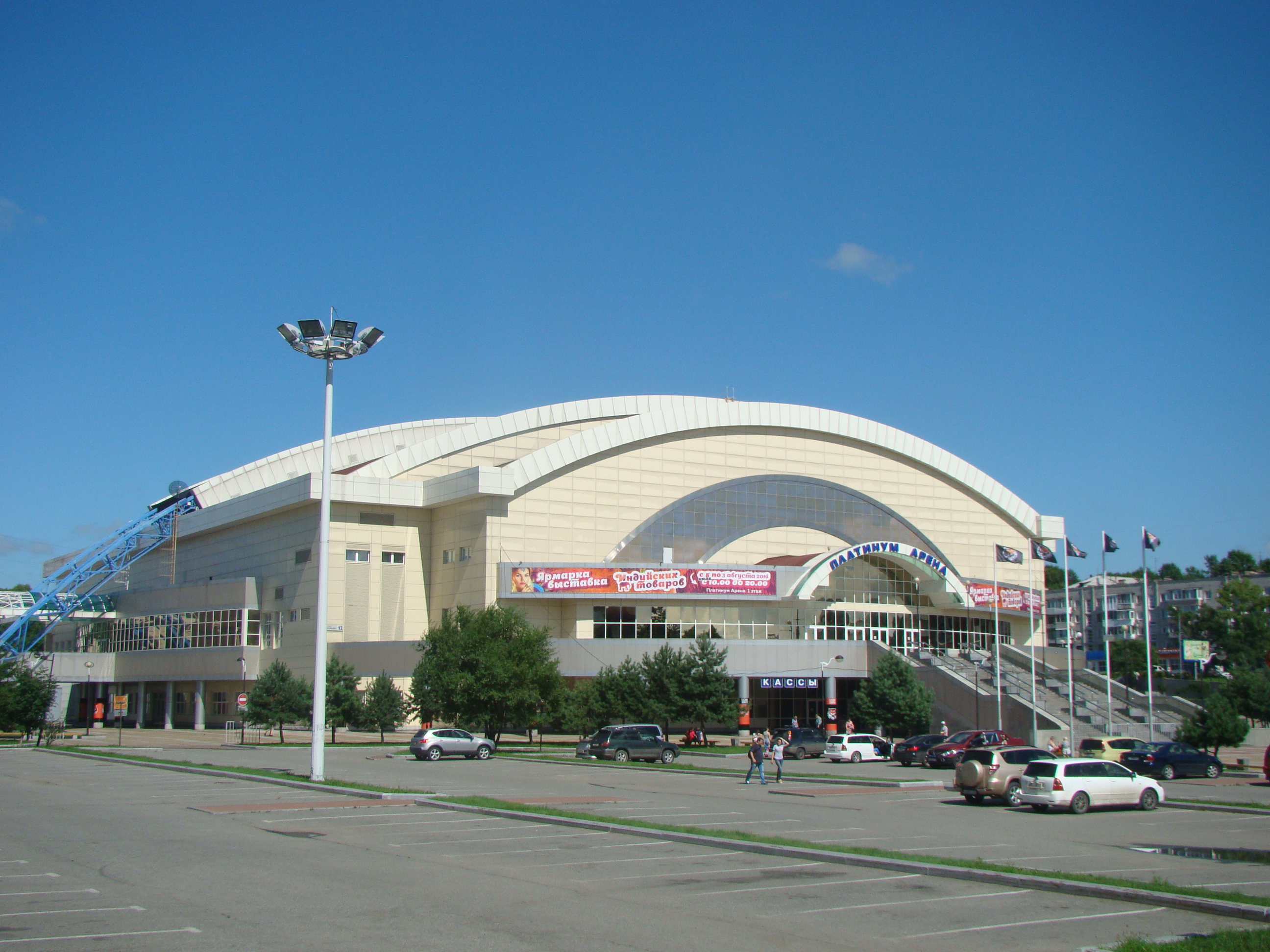
Спортивно-зрелищный комплекс Платинум-Арена

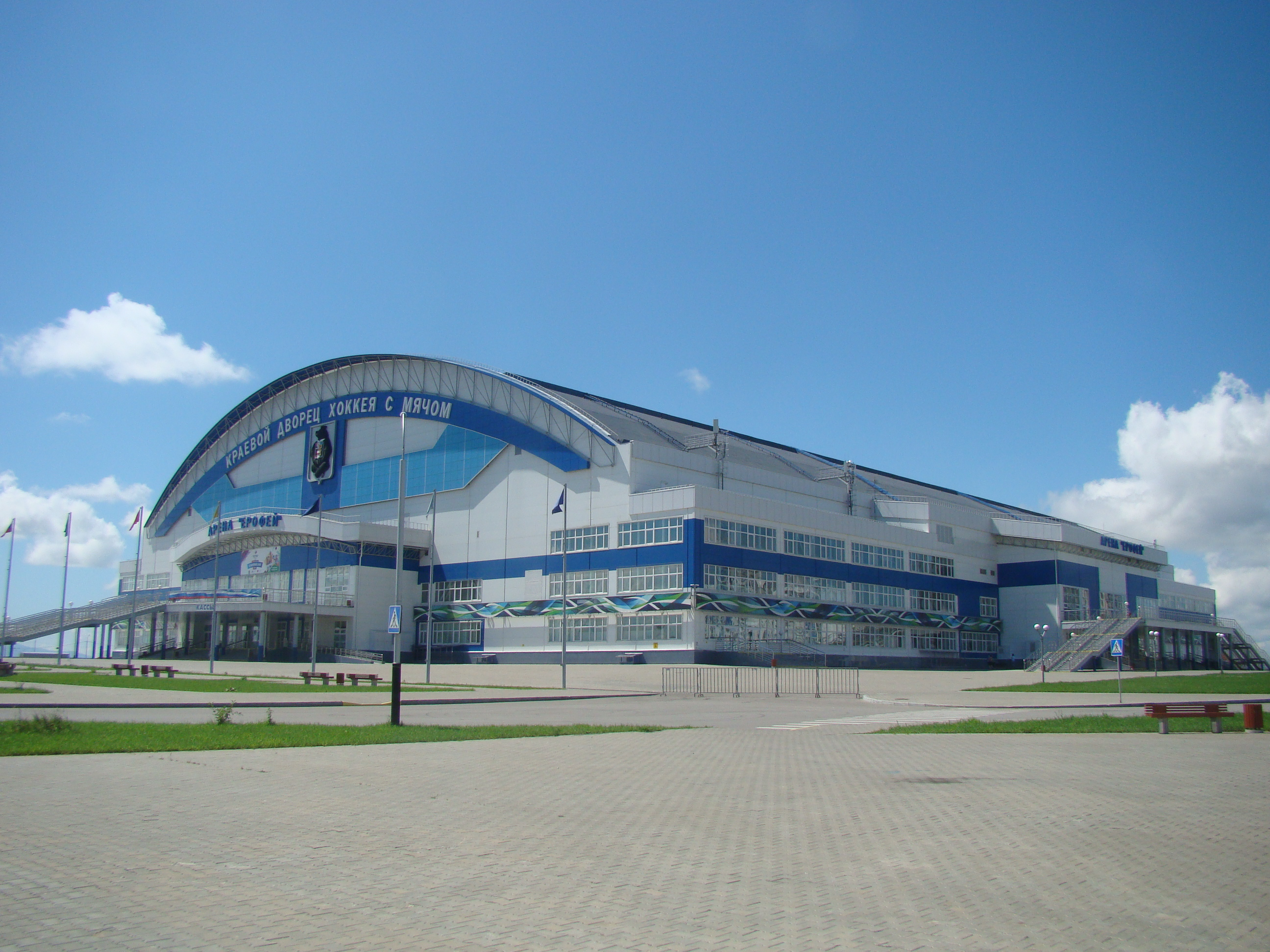
Краевой дворец хоккея с мячом «Арена „Ерофей“»

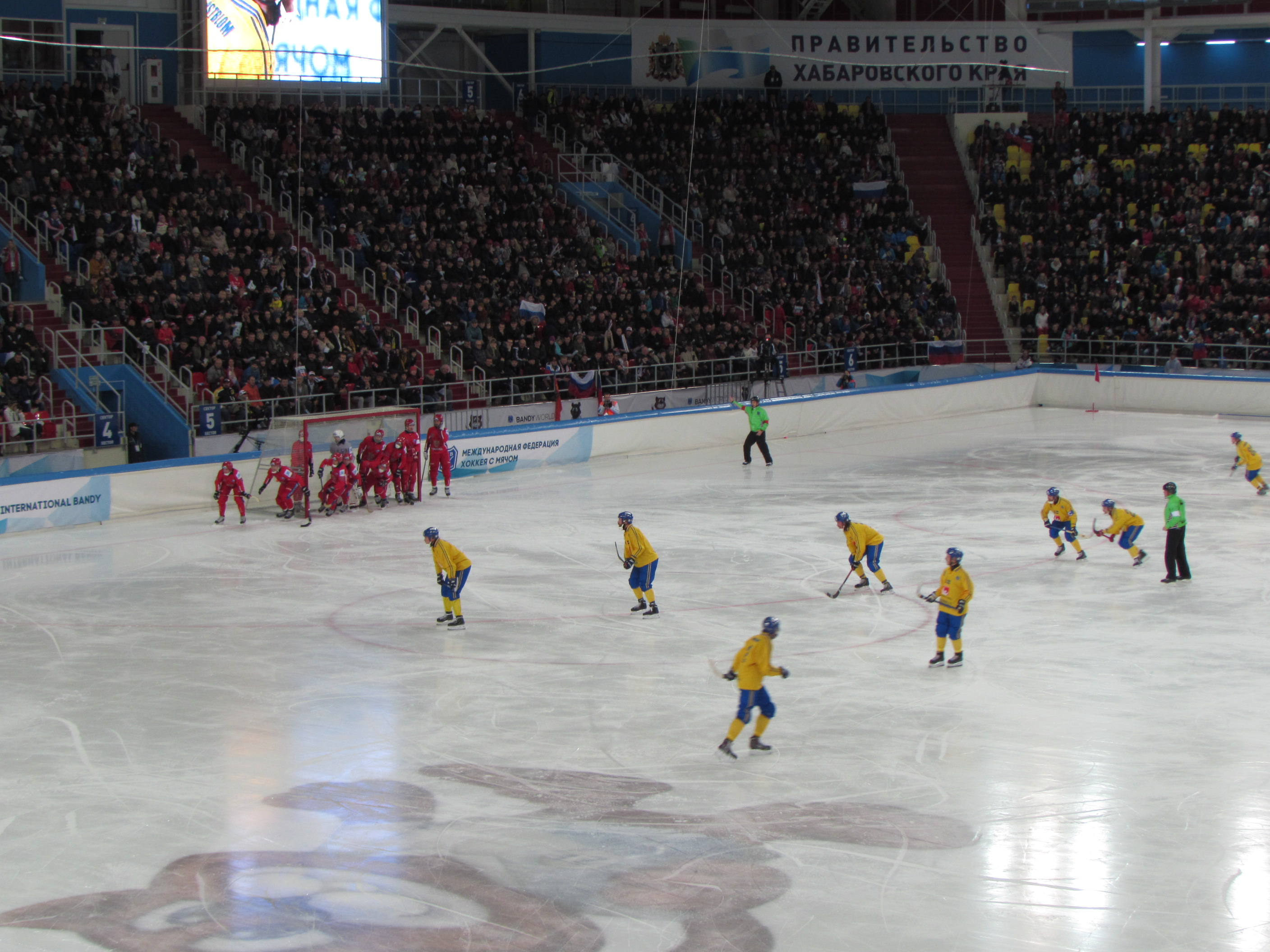
Чемпионат мира по хоккею с мячом 2015

В городе действуют несколько стадионов — стадион им. Ленина, стадион «Динамо», стадион «Юность», стадион «Нефтяник», стадион «Локомотив», стадион «Заря». До 2000 года работал стадион «Строитель» на улице Монтажной в Индустриальном районе. Ныне он снесён.
Есть своя футбольная команда «СКА-Хабаровск».
В городе действует ледовый дворец спорта «Платинум-Арена». С начала хоккейного сезона 2003 года здесь проводит домашние матчи хоккейная команда «Амур», выступающая в КХЛ. В 2010 году создана молодёжная хоккейная команда «Амурские тигры».
Хабаровский клуб «СКА-Нефтяник» — чемпион России (сезон 2016—2017) пятикратный серебряный и одиннадцатикратный бронзовый призёр Чемпионатов СССР и России по хоккею с мячом, четырёхкратный обладатель Кубка СССР и России, Обладатель Суперкубка России. Выступает на Арене «Ерофей».
В 2007 году в Хабаровске прошли все игры группы Е Мирового Гран-при по волейболу с участием женских сборных США, Кубы, Казахстана и России.
В 2009 году в городе прошли четыре игры сборной России по волейболу в рамках Мировой Лиги.
В 2010 году в Хабаровске проходил Международный чемпионат «Формула Дрифт» — 1-й, 2-й и 5-й этапы.
В 2013 году в Хабаровске прошёл Азиатский кубок вызова по хоккею среди молодёжных команд, где принимала участие команда «Красные звёзды», представлявшая сборную России и которая была составлена из игроков «Амурских тигров».
В 1976 году в городе был проведён международный турнир по хоккею с мячом на приз газеты «Советская Россия».
В Хабаровске трижды проходили чемпионаты мира по хоккею с мячом — в 1981 году на стадионе им. Ленина, в 2015 году и в 2018 году на «Арене „Ерофей“».

## Религия

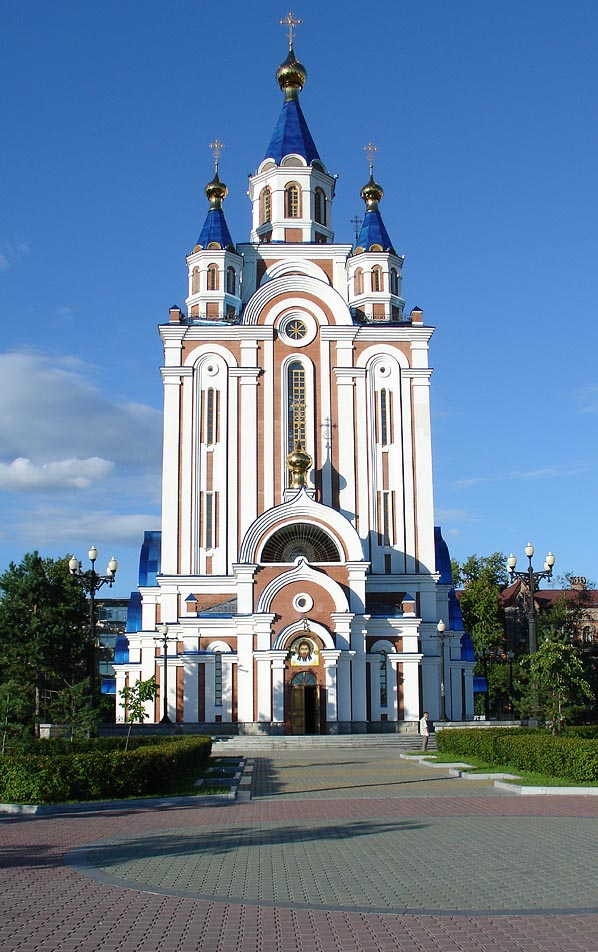
Успенский собор на Комсомольской площади

В городе находятся 5 краевых и региональных религиозных центров различных конфессий и два конфессиональных учебных заведения: Хабаровская духовная семинария (РПЦ) и Дальневосточный библейский колледж (ЕХБ).
В городе действуют:
- Русская православная церковь — 16 церквей.
- Русская православная старообрядческая церковь (Иркутско-Амурская и всего Дальнего Востока епархия) — кафедральный храм Покрова Пресвятыя Богородицы[166] (1995 г.).
- Римско-католическая церковь — приход Непорочного зачатия Девы Марии, общины Пресвятой Троицы и Святого Бенедикта[167].
- Евангельские христиане-баптисты — 7 церквей. Объединение церквей ЕХБ Дальнего Востока[168][169].
- Евангелическо-Лютеранская община Св. Иоанна (ЕЛЦ[170]).
- Адвентисты Седьмого Дня — 5 церквей[171].
- Пятидесятники и харизматы — 8 церквей.
- Мусульманская религиозная организация (махалля) Центрального духовного управления мусульман России — «Аль-Фуркан»[172].
- Еврейская религиозная община[173] — самая большая на Дальнем Востоке синагога (2004 год)[174][175].
- Буддийский центр Алмазного пути школы Карма Кагью[176].
- Храм Международного общества сознания Кришны.

## Кладбища

Часовня памяти жертв политических репрессий

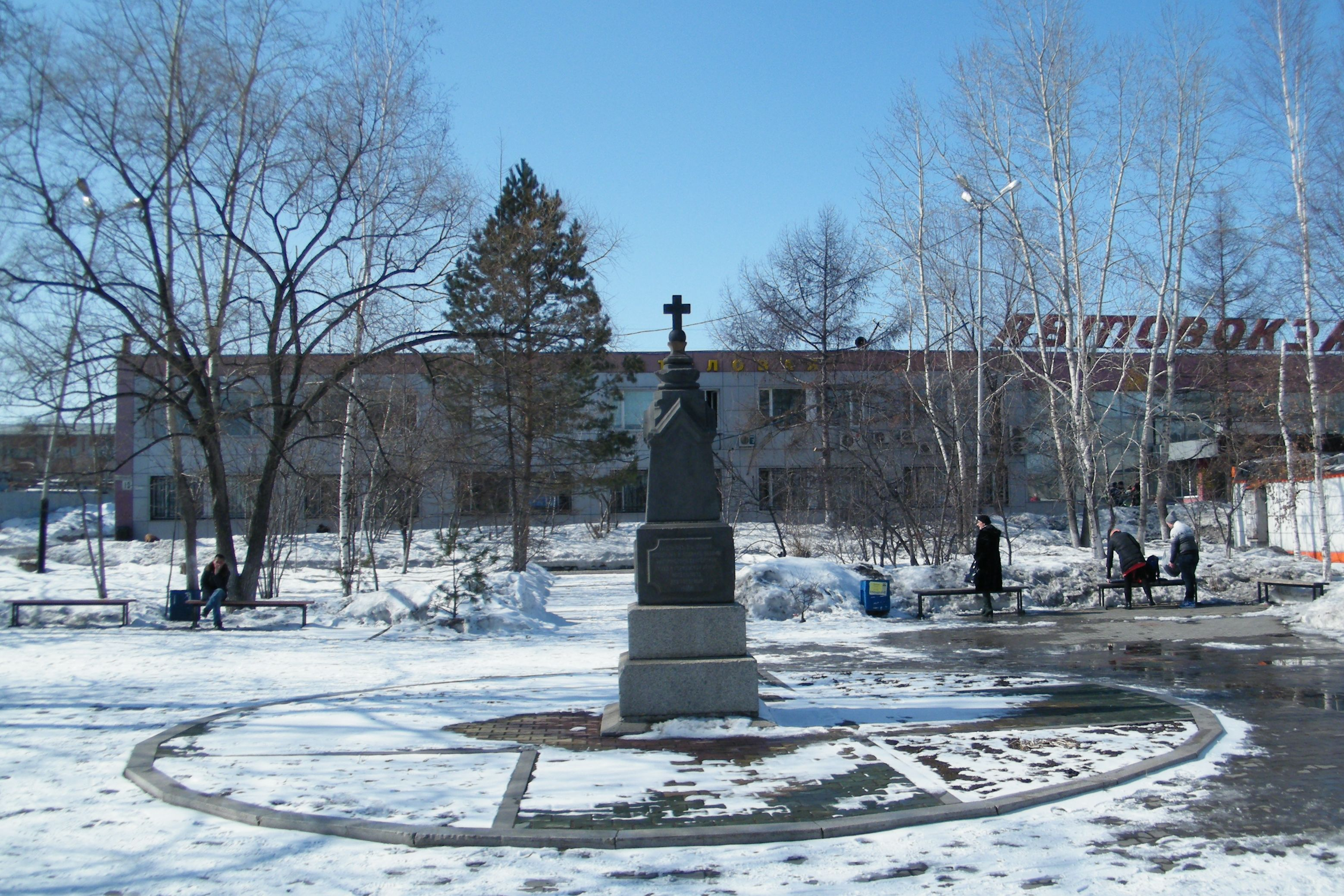
Умершимъ въ плѣну офицерамъ и нижнимъ чинамъ австрійской и венгерской какъ и германской арміи посвящаютъ ихъ товарищи 1916 (Умершим в плену офицерам и нижним чинам австрийской и венгерской как и германской армии посвящают их товарищи 1916)

В Хабаровске два действующих кладбища: Центральное и Матвеевское. Однако захоронения на Центральном кладбище ограничены. Исключения делаются только для людей с особыми заслугами, а также в случаях погребения в родственные захоронения. На Центральном кладбище в 1990 году построена часовня памяти жертв политических репрессий, открыта стена памяти, а также имеется сектор захоронений японских военнослужащих, умерших в плену. С июля 2014 г. на Матвеевском кладбище работает крематорий.
В Краснофлотском районе на месте бывшего лагеря и кладбища японских военнопленных в 1995 году построен Мемориальный парк мира (памяти жертв Второй мировой войны). Захоронения японских военнопленных регулярно посещаются официальными делегациями и родственниками умерших.
На месте бывшего кладбища австрийских военнопленных в 1990-е годы восстановлен памятник погибшим в Первой мировой войне.

## Достопримечательности
- Храм Святителя Иннокентия Иркутского. Первая каменная церковь Хабаровска (вторая половина XIX века). Построен на месте деревянной церкви. В советский период использовался как планетарий.
- Спасо-Преображенский кафедральный собор. Открыт в 2004 году. Это третий по величине храм среди православных храмов России после Храма Христа Спасителя в Москве и Исаакиевского собора в Санкт-Петербурге.
- Храм Преподобного Серафима Саровского.
- Памятник графу Н. Н. Муравьёву-Амурскому.

Оригинальный монумент, созданный скульптором Александром Опекушиным — автором памятника А. С. Пушкину в Москве, был воздвигнут в 1891 году. В 1920-е годы памятник был снесён и сдан в музей, а впоследствии утрачен. В начале 1990-х годов памятник был воссоздан по сохранившейся в Русском музее модели, выполненной Опекушиным. Работу по его воссозданию выполнил петербургский скульптор Л. В. Аристов. Воссозданный памятник был открыт 30 мая 1992 года, в день города. В 2006 году его изображение появилось на новой банкноте 5000 рублей.
- 29 августа 2015 произошла торжественная церемония открытия стелы «Город воинской славы»
- Набережная имени Г. И. Невельского. В настоящий момент полностью восстановлена и обновлена после сильного наводнения 2013 года.
- Стела в честь подвигов КМНС в годы Второй мировой войны на пересечении улицы Пушкина и Уссурийского бульвара.

На стеле размещены орнаменты эвенков и эвенов, нанайцев, негидальцев, орочей, нивхов и других народностей. На тумбе стелы — табличка с QR-кодом, через который можно узнать о вкладе воинов из числа КМНС Хабаровского края в победу в Великой Отечественной войне.
|                                         |                              |                                                                |                                  |                                                      |
| Спасо-Преображенский кафедральный собор | Памятник Муравьёву-Амурскому | Памятник Муравьёву-Амурскому на банкноте номиналом 5000 рублей | Хабаровск — город воинской славы | Памятник героям гражданской войны на Дальнем Востоке |

## Награды

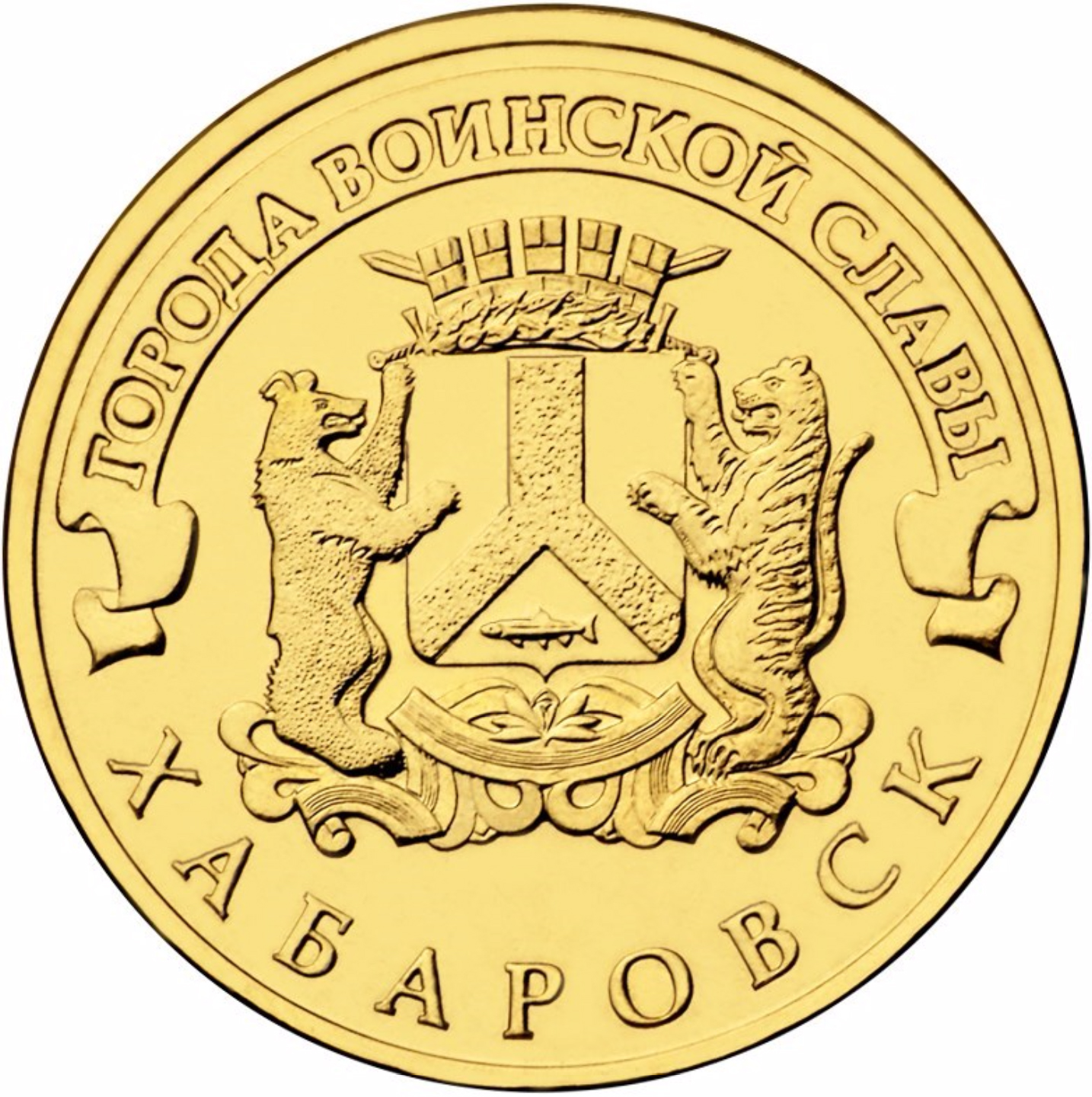
Памятная монета Банка России номиналом 10 рублей (2015) из серии «Города воинской славы»

- Орден Октябрьской Революции (1971).
- Знамя Октябрьской Революции (1971).
- Грамота от Верховного Совета СССР (1971).
- Переходящее Красное знамя ЦК КПСС, Совета министров СССР, ВЦСПС и ЦК ВЛКСМ (1984).
- Почётное звание «Город воинской славы» (2012).

## Международные отношения

### Иностранные консульства
В Хабаровске расположены консульства следующих государств:
- Китайская Народная Республика
- Корейская Народно-Демократическая Республика
- Кыргызстан
- Япония

### Города-побратимы
По состоянию на 2023 год у Хабаровска семь городов-побратимов:
- Ниигата, префектура Ниигата, Япония (с 1965)
- Могилёв, Могилёвская область, Республика Беларусь
- Портленд, штат Орегон, США (с 1988)
- Виктория, провинция Британская Колумбия, Канада (с 1990). В марте 2022 года городской совет Виктории проголосовал за приостановку отношений с Хабаровском[183].[уточнить]
- Харбин, провинция Хэйлунцзян, Китай (с 1993)
- Пучхон, провинция Кёнгидо, Республика Корея (с 2002)
- Санья, провинция Хайнань, Китай (с 2011)

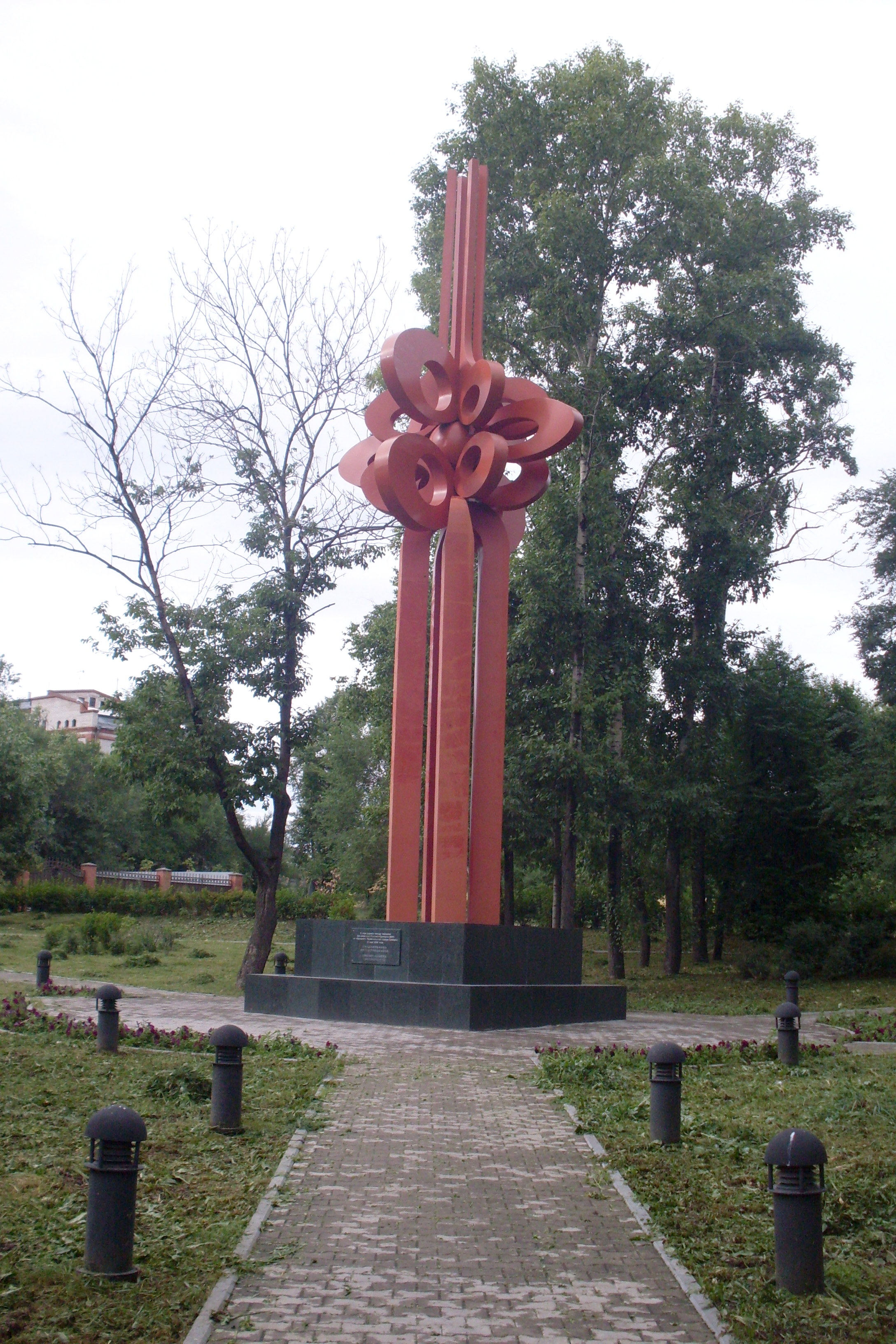
Мемориальная стела, установленная в знак дружбы между Хабаровском и китайским городом Цзямусы 31 мая 2009 года
Скульптура «Орка» — дар Виктории (аллея породнённых городов)

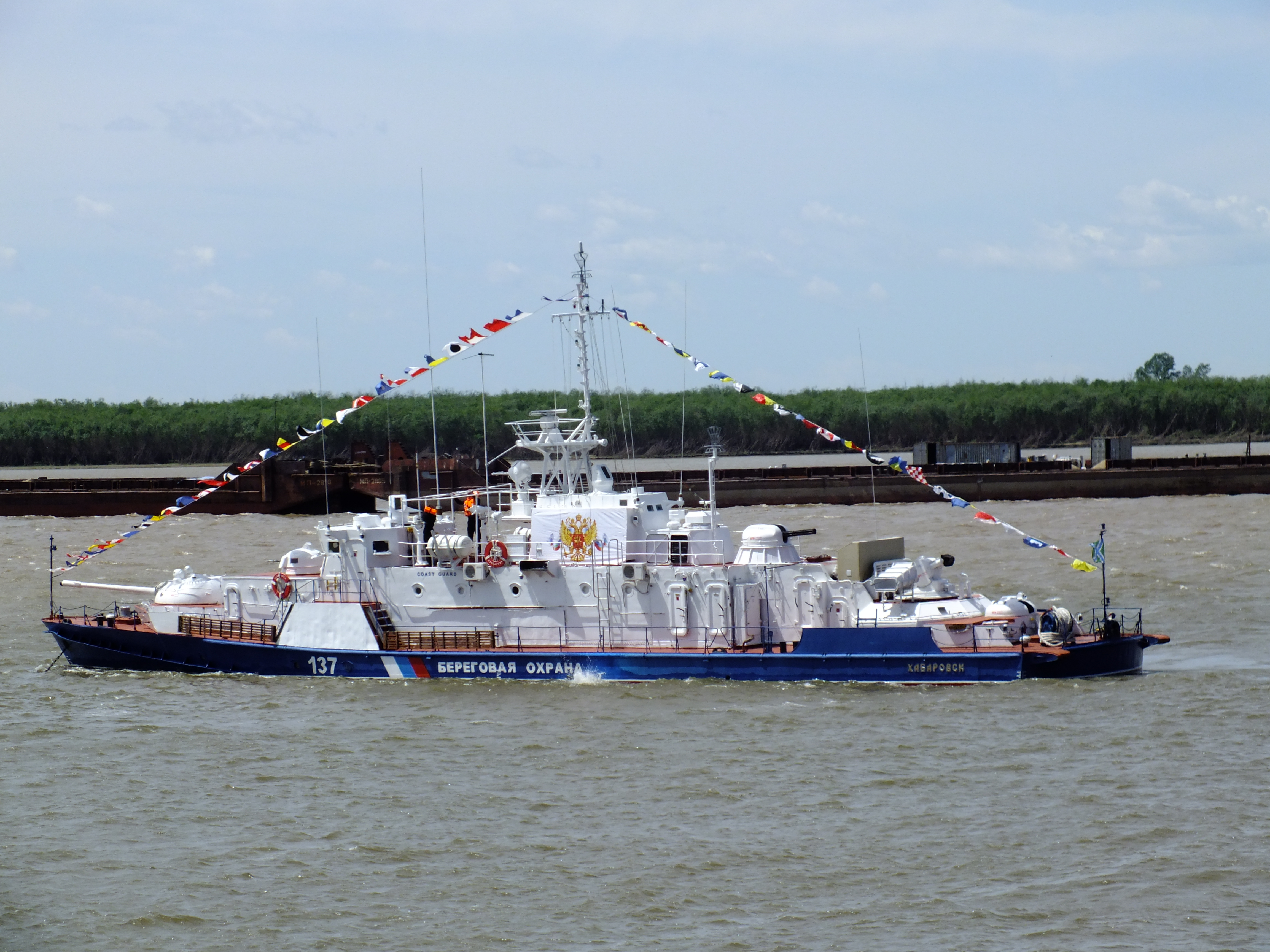
«Хабаровск» — сторожевой корабль Амурской пограничной флотилии

## Галерея

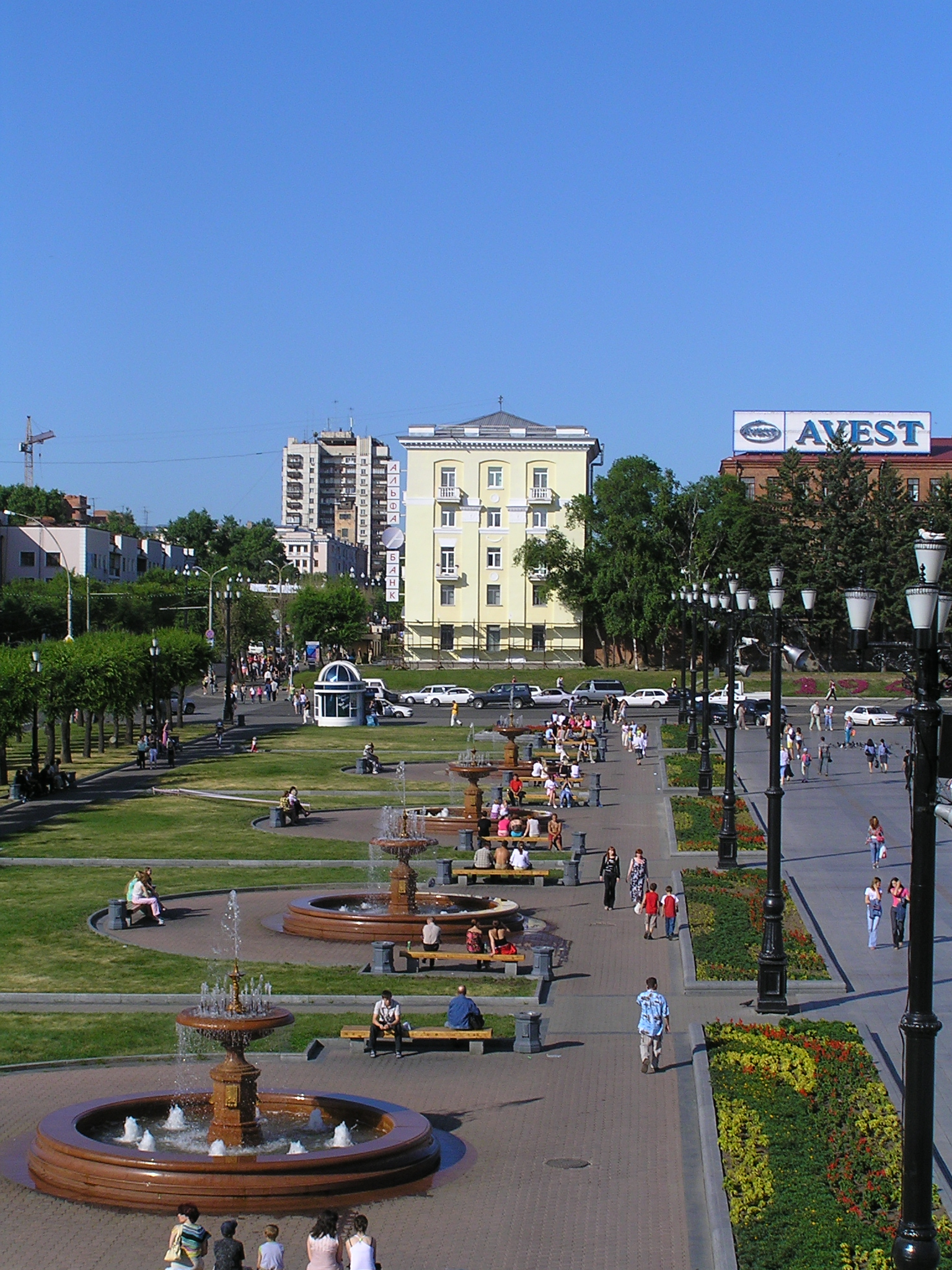
Аллея с фонтанами на площади Ленина
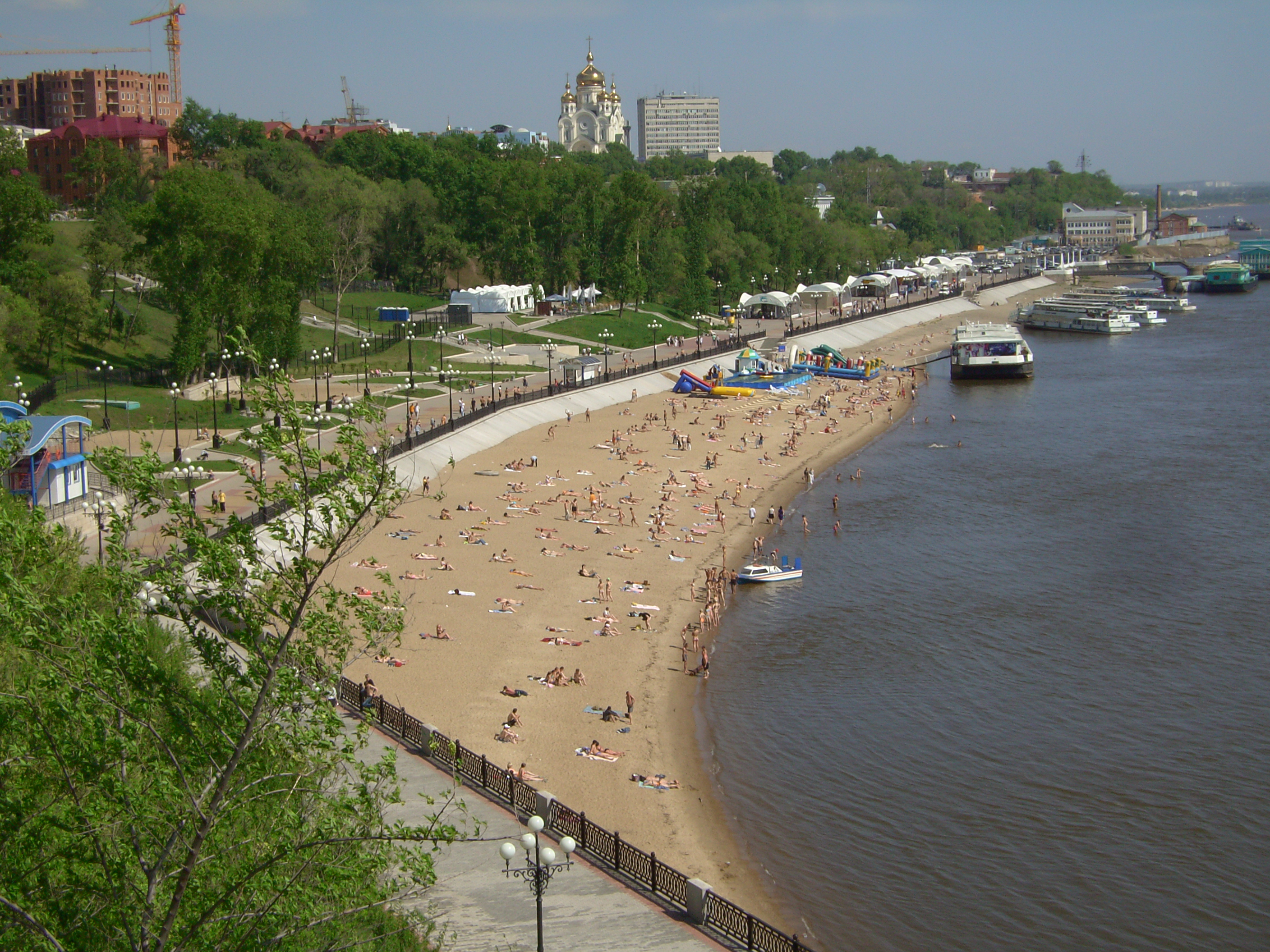
Пляж
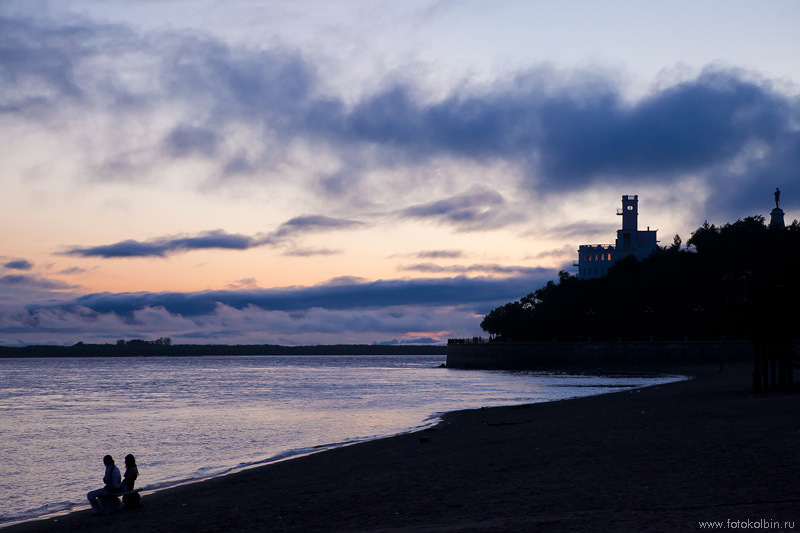
Вид на утёс с центрального пляжа (летний закат)
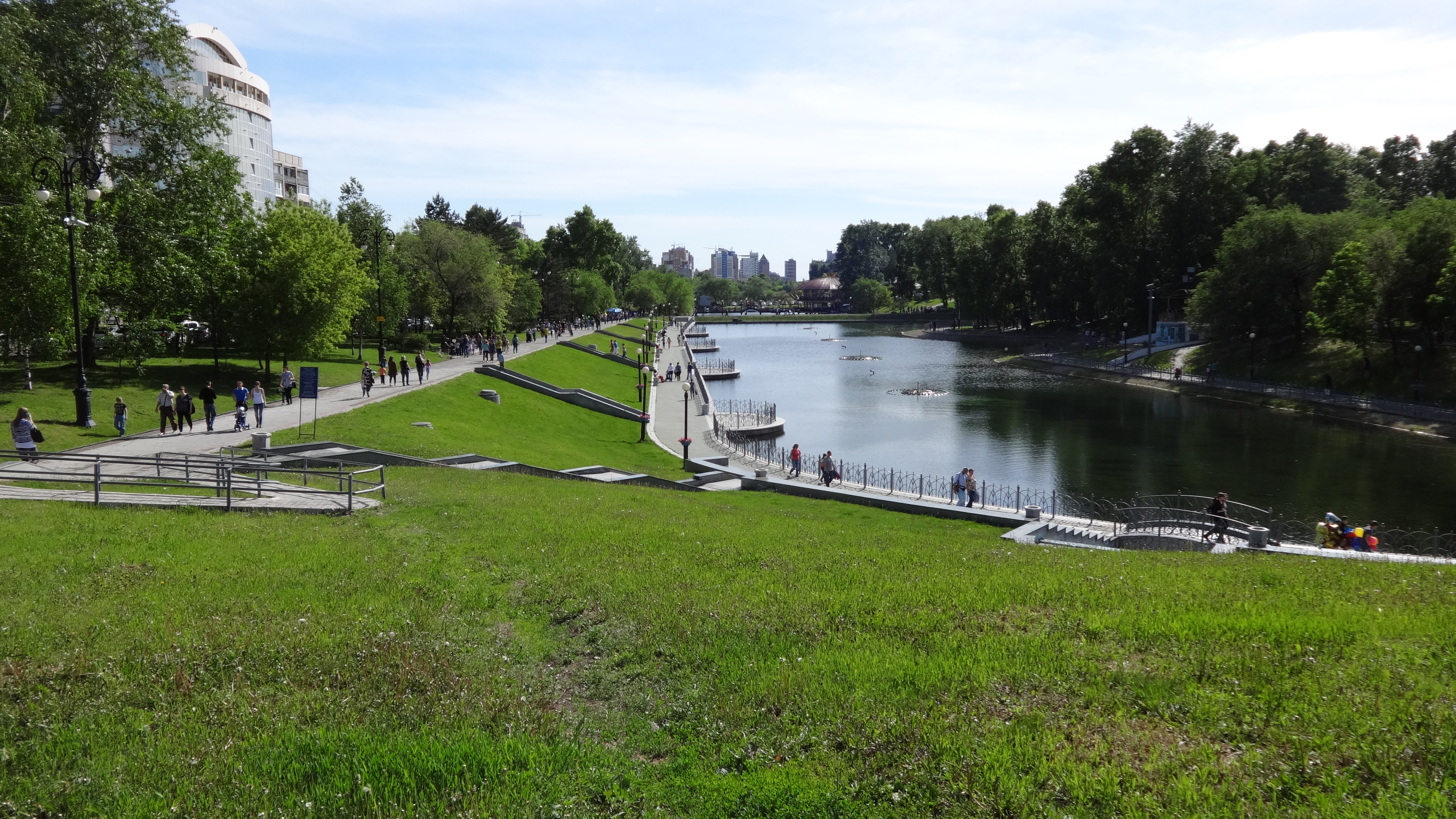
Один из прудов Хабаровска
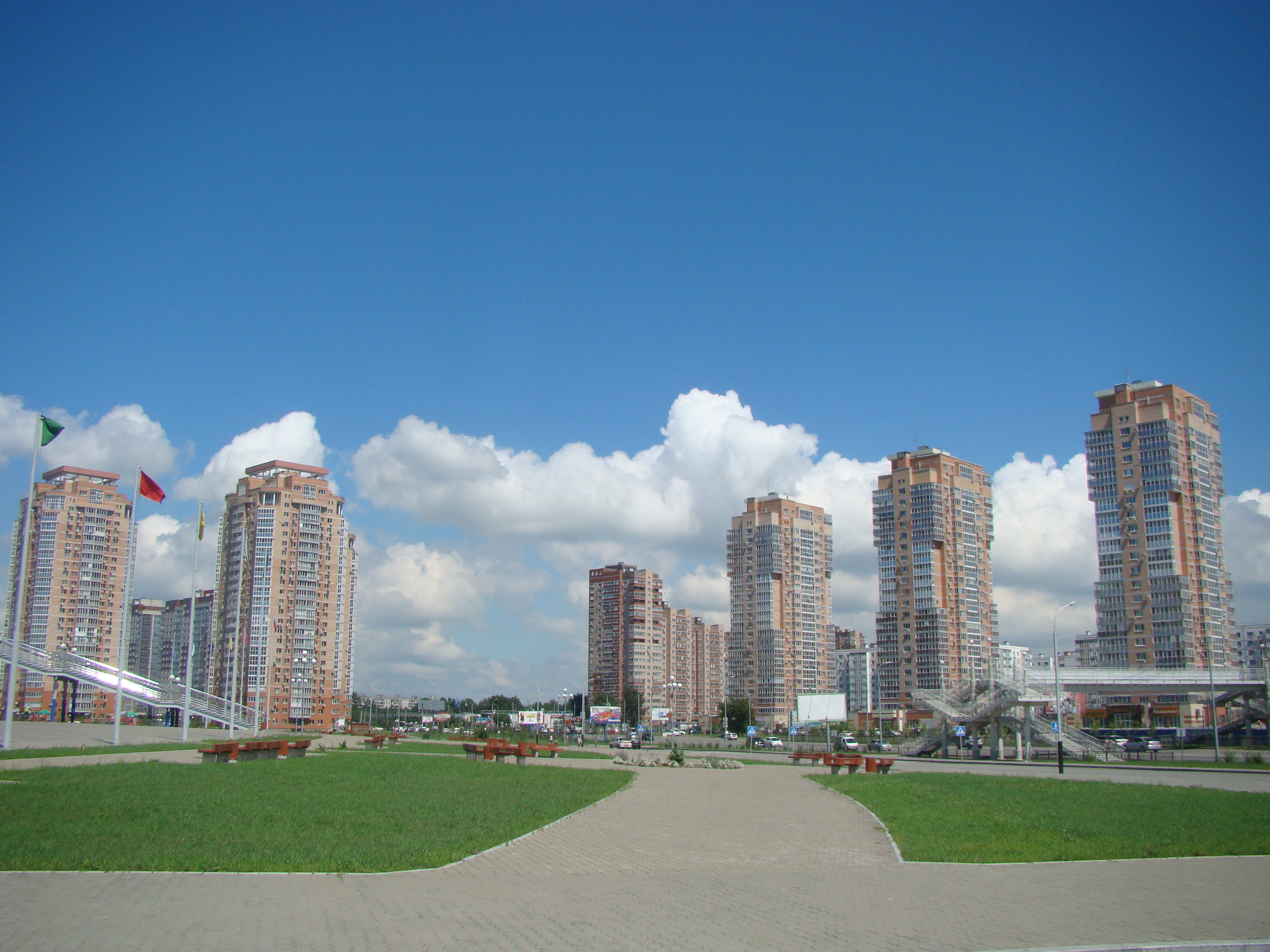
Микрорайон «Строитель»

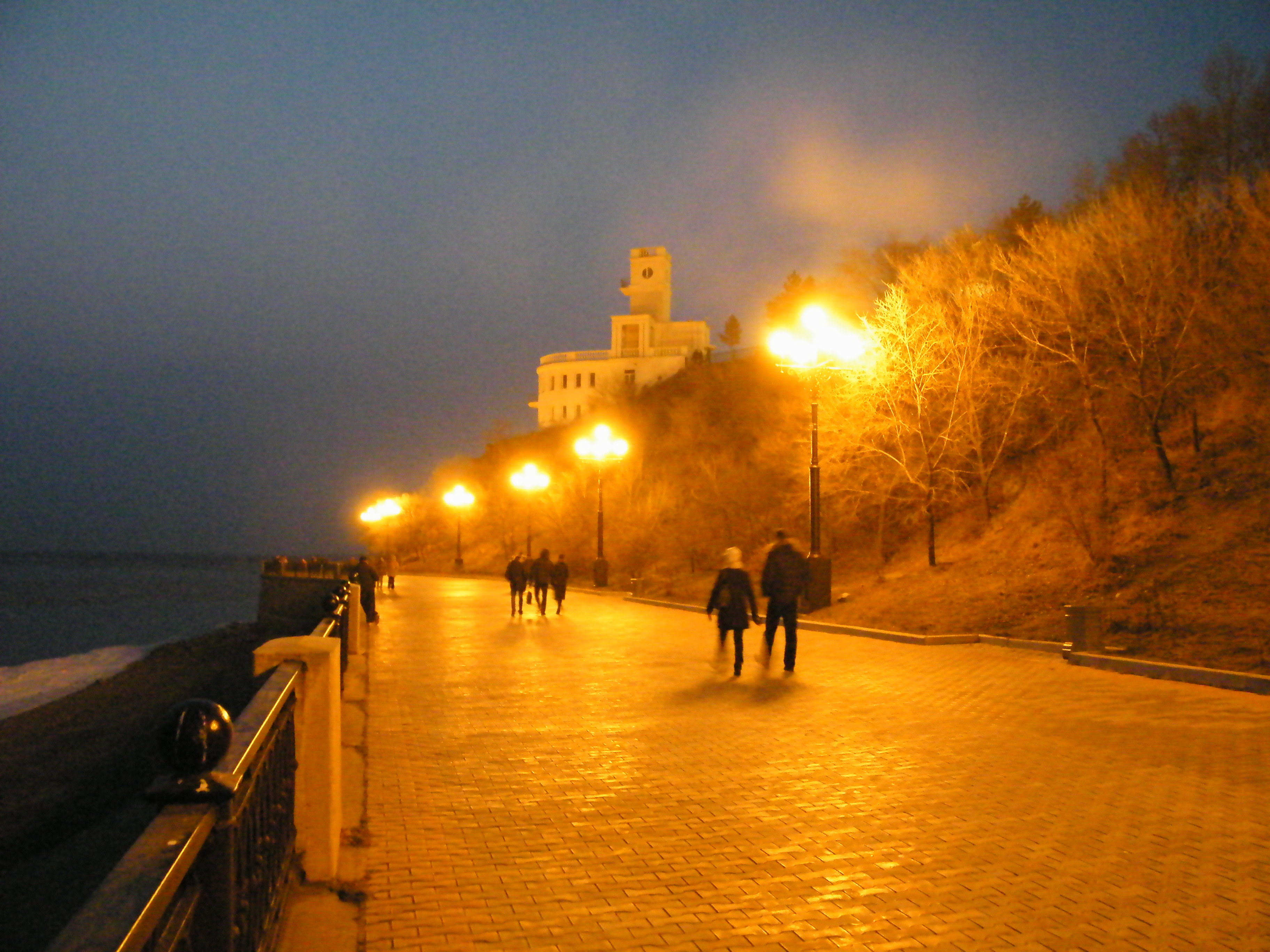
Вечером на утёсе
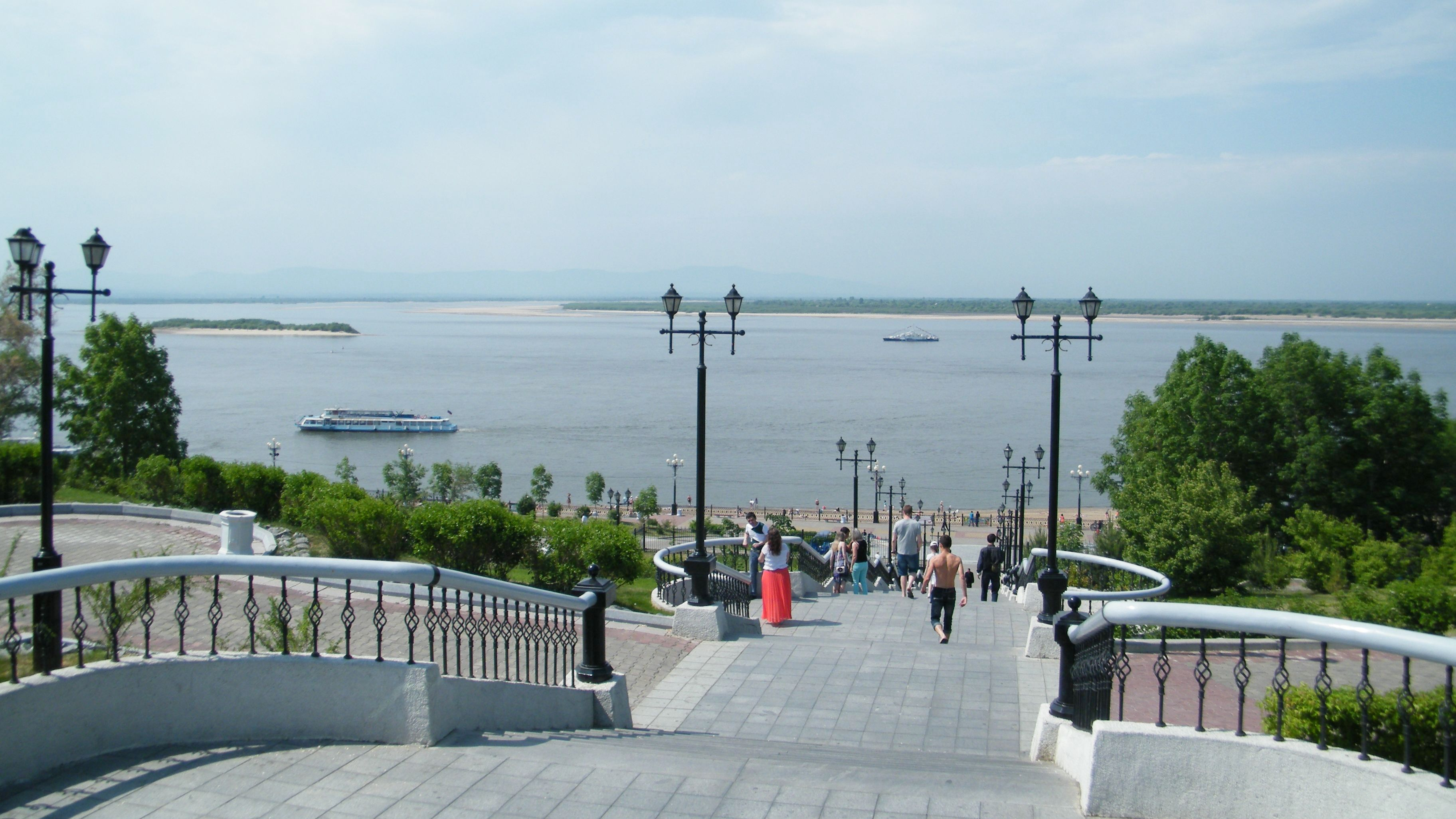
Амур
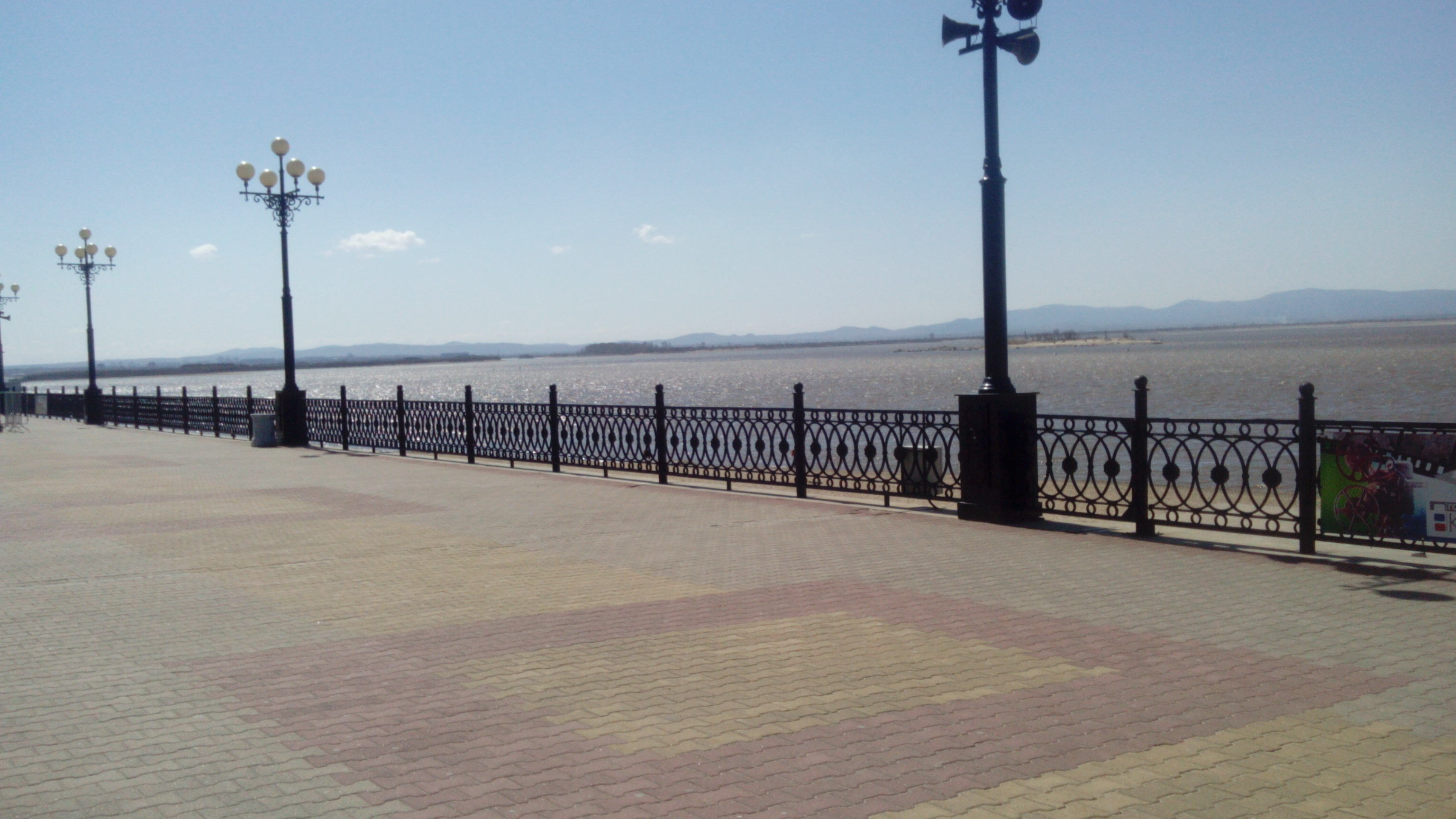
Набережная Амура весной, Хабаровск
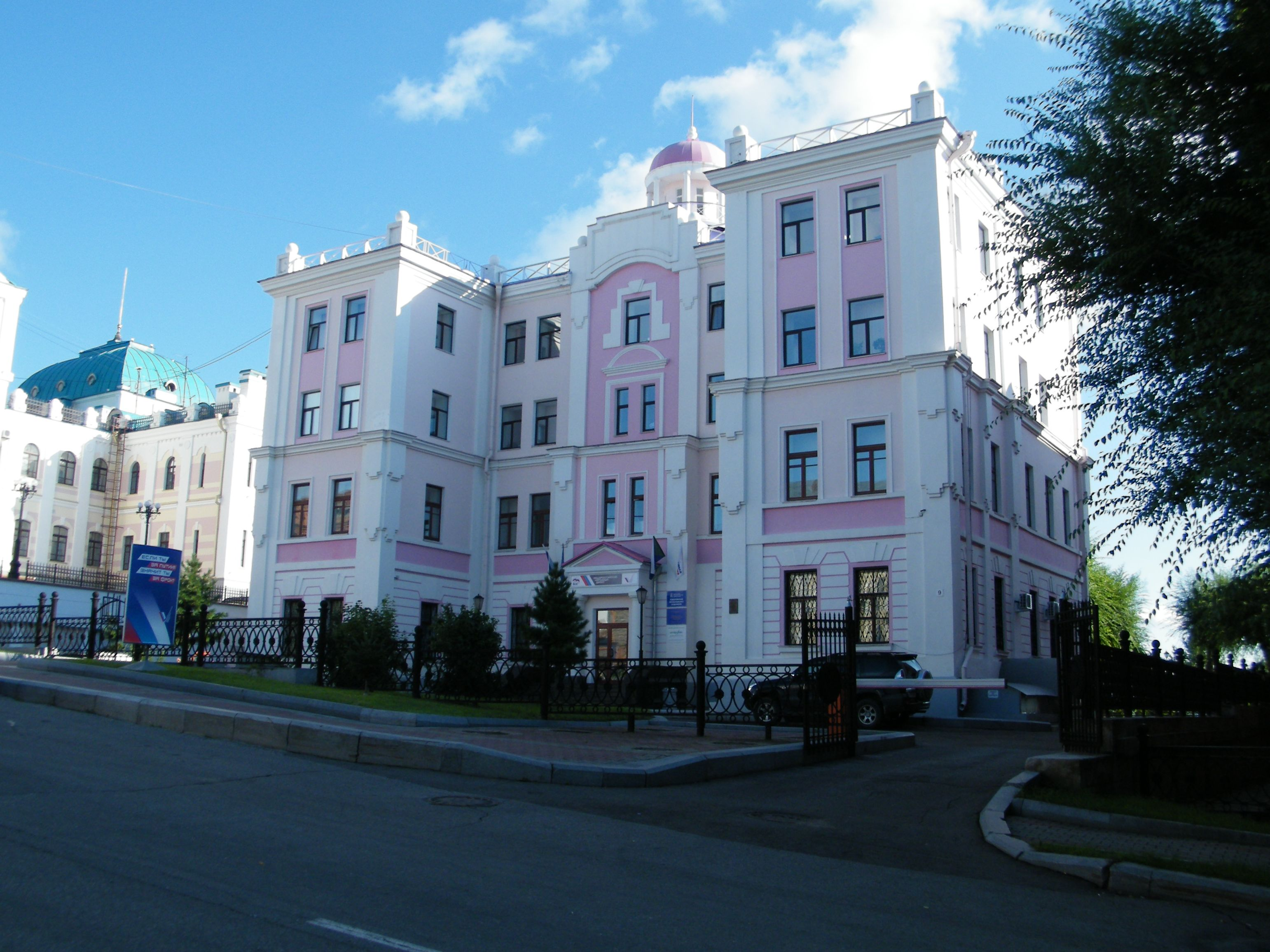
Приамурское географическое общество
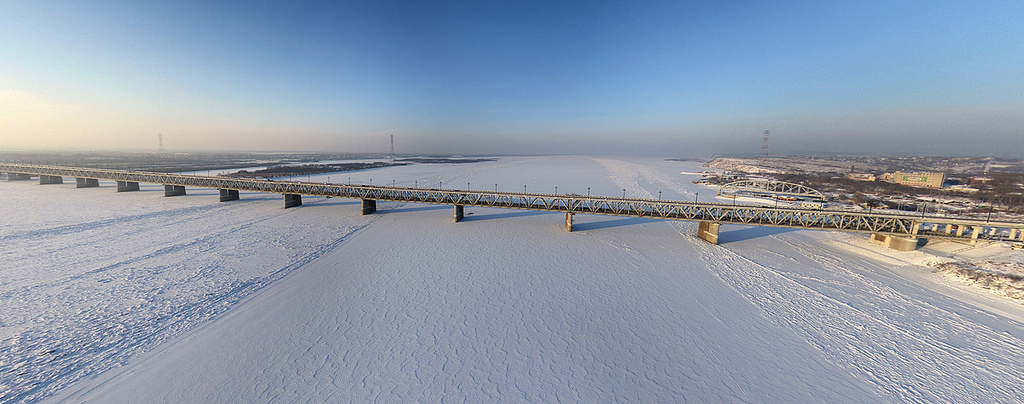
Хабаровский мост зимой
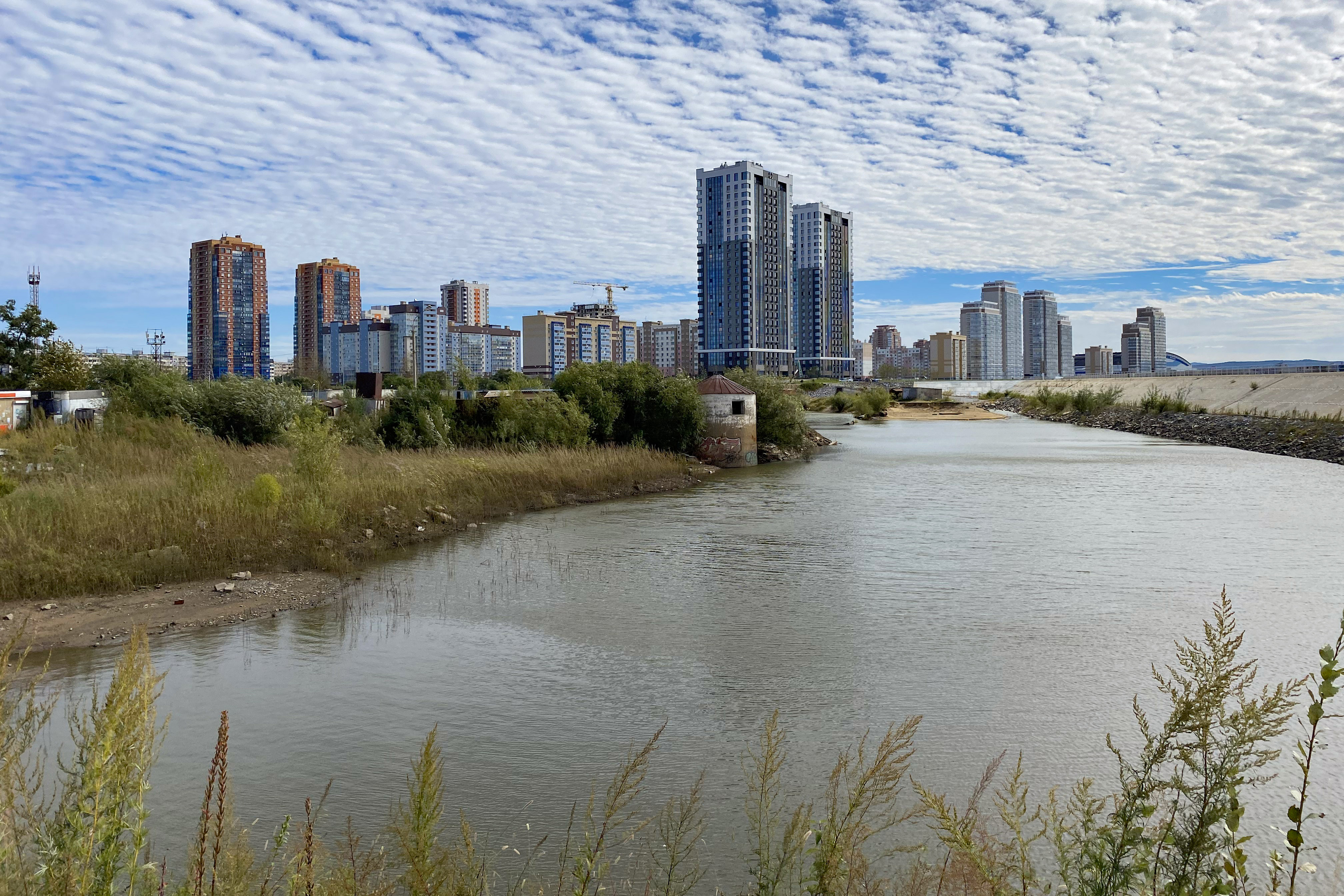
Вид на Юг Хабаровска. Сентябрь 2024